# Partito Nazionale Liberale (Romania)
Il Partito Nazionale Liberale (in romeno Partidul Național Liberal, PNL) è un partito politico rumeno.
Il PNL è un partito liberale conservatore, aderente all'Internazionale Liberale (fino al 2016), all'Internazionale Democratica Centrista ed al Partito Popolare Europeo. Il PNL si fa portavoce delle tradizionali istanze liberali: separazione dei poteri, libero mercato, laicità dello stato. Rifondato nel 1990 da Radu Câmpeanu, reclama l'eredità del partito con lo stesso nome attivo tra il 1875 e il 1940. In base a tale assunto si presenta come il primo partito fondato nel paese e come il più antico partito liberale d'Europa.
Presente in parlamento dal 1990, eccetto che nel periodo 1992-1996, nel corso degli anni Novanta fu protagonista di una serie di scissioni e, poi, di una crescita che lo portò a divenire uno dei più importanti partiti del paese. Partecipò come partner di governo all'interno della Convenzione Democratica Romena (1996-2000) e come partito di maggioranza tra il 2004 e il 2008 nell'ambito dei governi Tăriceanu I e Tăriceanu II.
Dopo un nuovo periodo all'opposizione, nel 2012 siglò un patto con il Partito Social Democratico, che condusse alla nascita della coalizione dell'Unione Social-Liberale, che governò il paese fino al 2014. Nello stesso anno il PNL lasciò il Partito dell'Alleanza dei Liberali e dei Democratici per l'Europa alla volta del Partito Popolare Europeo.
In seguito al successo ottenuto alle elezioni presidenziali del novembre 2014 il leader del PNL Klaus Iohannis divenne il primo Presidente della Repubblica proveniente dalla formazione liberale. Nel 2019 fu riconfermato dagli elettori per un ulteriore mandato di cinque anni.
Alle elezioni parlamentari del 2016 (20%) il PNL si confermò come maggior partito di opposizione, mentre nel novembre 2019 riuscì a costituire un proprio governo con a capo Ludovic Orban. In seguito alle elezioni del 2020 fu il partito principale di un governo di coalizione presieduto da Florin Cîțu.
Nel 2021 formò un nuovo governo presieduto da Nicolae Ciucă insieme a PSD e UDMR.
In seguito alle elezioni del 2024 fu il secondo partito principale di un governo di coalizione presieduto da Marcel Ciolacu, finché nel 2025 si formò un nuovo governo presieduto da Ilie Bolojan insieme a PSD, USR e UDMR

## Storia

### La presidenza Câmpeanu

#### La rifondazione

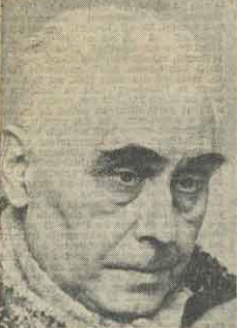
Radu Câmpeanu

Il Partito Nazionale Liberale si dichiarava prosecutore dell'omonimo gruppo politico fondato il 24 maggio 1875, che aveva rivestito un ruolo di primo piano nella storia della Romania tra gli ultimi decenni del XIX e i primi del XX. Il PNL "storico" era stato dichiarato fuori legge nel 1947, dopo che la neonata Repubblica Popolare di Romania aveva messo al bando tutti i partiti fatta eccezione del Partito Comunista Rumeno (PCR).
In seguito alla rivoluzione romena del 1989 che rovesciò il regime di Nicolae Ceaușescu il potere fu assunto ad interim da un governo provvisorio (il Consiglio del Fronte di Salvezza Nazionale, CFSN) costituito principalmente da ex membri del PCR. Il 31 dicembre 1989 il CFSN emanò il decreto di abolizione del partito unico, consentendo la formazione di nuovi gruppi. I primi furono quelli "storici", che si basavano su una precedente tradizione politica, cioè il Partito Nazionale Liberale (PNL), il Partito Nazionale Contadino Cristiano Democratico (PNȚCD) e il Partito Social Democratico Romeno (PSDR).
Iscritto ufficialmente al registro dei partiti politici il 15 gennaio 1990, il PNL tenne il suo primo congresso il 31 marzo 1990. Radu Câmpeanu fu nominato presidente, mentre furono approvati statuto e programma politico. In base al proprio documento programmatico il PNL si presentava nell'arena politica come il continuatore della tradizione democratica romena, strenuo oppositore dell'ideologia comunista, favorevole ad un modello economico che prevedeva un intervento ridotto dello stato, alla garanzia della proprietà privata, alla privatizzazione graduale delle aziende di stato, al consolidamento della classe media, alla separazione dei poteri dello stato, alla libertà di stampa, di espressione, di religione, di associazione e al rispetto dei diritti delle minoranze etniche.

#### Opposizione al Fronte di Salvezza Nazionale

Percentuali di voto per Radu Câmpeanu divise per distretto in occasione delle elezioni presidenziali in Romania del 1990.

Insieme agli altri partiti "storici" il PNL fu uno degli oppositori del Fronte di Salvezza Nazionale (FSN) del presidente del CFSN Ion Iliescu, grande gruppo politico post-comunista che dominò la presenza nelle istituzioni e i mezzi di informazione nel primo periodo di transizione alla democrazia. PNL e PNȚCD accusarono la maggioranza di governo di voler ricostituire il partito unico e di mettere in pericolo il futuro della democrazia nel paese. Per tale motivo organizzarono grandi proteste lamentando la mancanza di una vera pluralità politica. Per reprimere le manifestazioni e ristabilire l'ordine, Iliescu fece appello al senso di responsabilità della popolazione, chiamando all'intervento nella capitale i minatori della valle del Jiu. Apparve, quindi, il fenomeno delle mineriade, termine generico che faceva riferimento alle violenze perpetrate dai minatori ai danni della popolazione civile, spesso su sprone delle autorità statali. Una più ampia protesta appoggiata dall'opposizione, iniziata in aprile e che prese il nome di golaniada, fu brutalmente repressa dai minatori convocati a Bucarest da Iliescu nel giugno del 1990, in quella che passò alla storia come terza mineriada, evento che ebbe risonanza internazionale e fu criticato dalla stampa e dai governi di tutto il mondo.
Pur promettendo riforme radicali sul piano economico, con una politica basata su ampie privatizzazioni, su investimenti esteri, sul rafforzamento del diritto alla proprietà privata e su garanzie istituzionali sui diritti civili e politici, alle elezioni parlamentari del maggio 1990 il PNL ottenne il 7%, mentre il FSN conseguì una maggioranza bulgara (66%). Alle presidenziali Câmpeanu non andò oltre il 10%, contro l'85% di Iliescu.
Subito dopo le elezioni le tensioni tra la vecchia e la nuova generazione condussero alla prima scissione del PNL, che comportò la nascita del Partito Nazionale Liberale-Ala Giovanile (Partidul Național Liberal-Aripa Tânără, PNL-AT).
La comune diffidenza nei confronti di Iliescu e il ruolo marginale riservato agli altri partiti in seno alle istituzioni, spinsero le opposizioni ad organizzarsi intorno ad un'alleanza definita Convenzione nazionale per l'instaurazione della democrazia sotto la guida del leader del PNȚCD Corneliu Coposu. Gli obiettivi principali del nuovo organismo, come da programma, erano «l'instaurazione di una società profondamente democratica, la promozione del vero in tutti i campi della vita pubblica, l'instaurazione di un clima di comprensione, tolleranza, armonia sociale e patriottismo autentico». Nel novembre 1991 il CNID diventò ufficialmente una coalizione politica, denominata Convenzione Democratica Romena (CDR), ampio raggruppamento di centro-destra che si proponeva di contendere la guida del paese al partito di Iliescu. Pur aderendo alla CDR, nell'autunno 1991 il PNL accettò l'invito del nuovo primo ministro Theodor Stolojan a partecipare al suo governo insieme al FSN e ad altre forze politiche.

#### Elezioni del 1992
Il PNL prese parte alle elezioni amministrative locali del febbraio 1992, le prime dell'era democratica, nel quadro della CDR, riuscendo ad ottenere con Crin Halaicu la guida del municipio di Bucarest, oltre a 30 consiglieri di distretto, 576 consiglieri locali e 14 poltrone di sindaco. L'11 aprile 1992, tuttavia, Câmpeanu prese la decisione di abbandonare la CDR per ragioni politiche, causando un duro colpo all'alleanza. Una fazione del partito, assolutamente contraria alla scelta, annunciò una nuova scissione che portò alla fondazione del Partito Nazionale Liberale-Convenzione Democratica (Partidul Național Liberal-Convenția Democratică, PNL-CD), formazione che rimase nell'alleanza guidata dal PNȚCD.
Alle parlamentari svoltesi in autunno i risultati per il PNL furono impietosi: ottenendo solo il 2,60% non raggiunse la soglia di sbarramento e rimase fuori dal parlamento. La sconfitta aprì una crisi immediata, che spinse una parte dei militanti a chiedere un cambio al vertice. Il 2 dicembre 1992, tuttavia, fu decretata l'espulsione del gruppo dissidente, che si unì al PNL-AT e ad una fazione del PNL-CD, dando vita al Partito Liberale 1993 (Partidul Liberal 1993, PL93).

### La presidenza Ionescu-Quintus

#### Governi nella Convenzione Democratica Romena

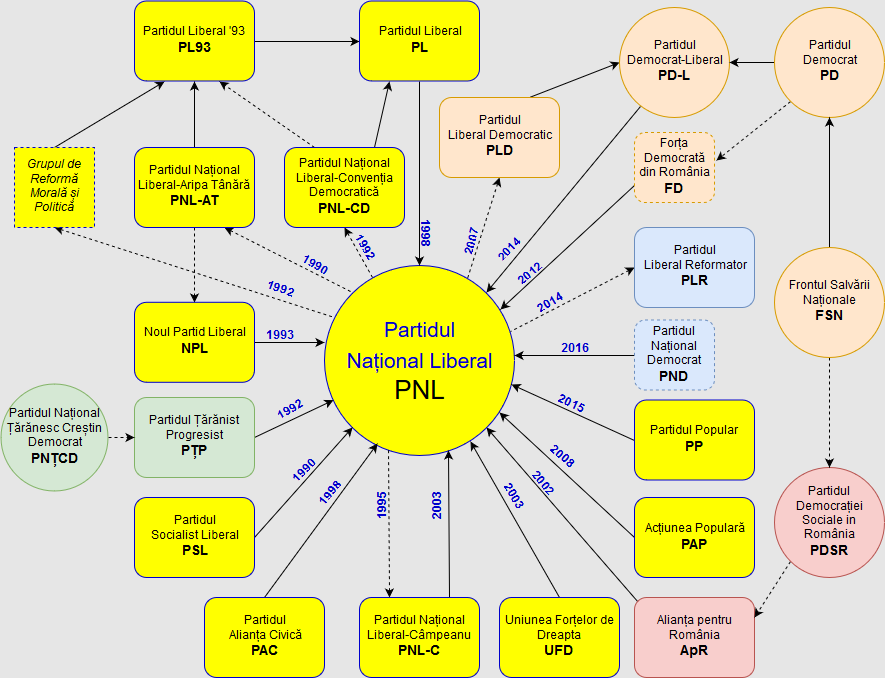
Diagramma di evoluzione delle componenti del Partito Nazionale Liberale dal 1990 al 2016. Le linee tratteggiate rappresentano le scissioni, le linee piene rappresentano le fusioni.

Il congresso di Brașov del 25-26 febbraio 1993 deliberò il cambio alla presidenza auspicato da molti membri. Mircea Ionescu-Quintus sconfisse al secondo turno di scrutinio Câmpeanu che, però, contestò il risultato dell'elezione, facendo seguire un periodo di instabilità nel partito. Il conflitto sulla leadership tra Ionescu-Quintus e Câmpeanu portò a tensioni crescenti e alla nascita di ulteriori fazioni interne. La diatriba tra i due leader liberali, alla fine, nel maggio 1995 spinse Câmpeanu a fondare una nuova formazione politica insieme ai suoi fedeli, il Partito Nazionale Liberale-Câmpeanu (PNL-C).
Per riportare il partito in parlamento, nel dicembre 1995 Ionescu-Quintus decise di legarsi nuovamente alla Convenzione Democratica Romena al fianco del PNȚCD al fine di rafforzare il fronte di centro-destra. Dopo quattro anni all'opposizione, infatti, la CDR cercava nuovamente di contendere la supremazia al Partito della Democrazia Sociale di Romania (PDSR) di Iliescu.
Le elezioni amministrative dell'estate 1996 segnarono una crescita della CDR, che fu il secondo partito alle spalle del PDSR ed ottenne la guida della maggior parte dei grossi centri urbani. Alle elezioni parlamentari del 3 novembre la CDR riuscì nella storica impresa di superare il PDSR e diventare il primo partito del paese, ottenendo il 30% delle preferenze. Per la prima volta dopo 50 anni, quindi, un partito liberale tornò alla guida della Romania. Mentre la forza più rappresentata rimase comunque il PNȚCD, il PNL ottenne 25 deputati e 16 senatori.
Al ballottaggio delle presidenziali il candidato della CDR Emil Constantinescu superò Iliescu di diversi punti percentuali, divenendo nuovo presidente della Romania. La CDR, quindi, formò un governo di coalizione con il Partito Democratico (PD) e l'Unione Democratica Magiara di Romania (UDMR). Tramite l'accordo le forze di governo si impegnavano a portare a termine le privatizzazioni, le riforme economiche e la costruzione di una Romania sul modello occidentale. Nonostante gli entusiasmi, la stabilità del governo fu presto compromessa da debilitanti lotte interne alla coalizione. La legislatura fu di fatto bloccata e rallentata da continui contrasti tra la CDR e i partner, che rifiutarono i termini di numerose leggi.
Malgrado le difficoltà del governo, negli anni successivi il PNL mise in atto una strategia di unione del fronte liberale. Nel 1998 furono assorbiti Partito Alleanza Civica (PAC) e Partito Liberale. Nel marzo 1999 il PNL ottenne lo status di membro dell'Internazionale Liberale.

#### Rottura della CDR ed elezioni del 2000

Percentuali di voto per Theodor Stolojan divise per distretto in occasione del primo turno delle elezioni presidenziali in Romania del 2000. Il candidato del PNL ottenne percentuali superiori al 20% solo nel distretto di Sibiu.

Visto il declino della Convenzione Democratica Romena e la scarsa incisività del governo sostenuto dalla coalizione, in seguito a lunghe trattative con il PNȚCD sulla modifica dello statuto della CDR e sulle condizioni di partecipazione alle future elezioni, il PNL prese la decisione di abbandonare l'alleanza, segnando de facto il disfacimento della coalizione. Il PNL prese parte individualmente alle amministrative del giugno 2000, ottenendo 251 sindaci (8,5%), 160 consiglieri di distretto (9,31%) e 3.978 consiglieri locali (10,02%), numeri superiori rispetto a quelli conseguiti dalla CDR.
La dirigenza, quindi, preparò il terreno per le elezioni generali dell'autunno. Il congresso straordinario dell'agosto 2000 stabilì la candidatura alla presidenza della repubblica di Theodor Stolojan. Il fronte di centro-destra si presentò frammentato, elemento che condusse alla ripresa del PDSR e all'apparizione del fenomeno ultranazionalista del Partito Grande Romania (PRM). Al primo turno delle presidenziali Stolojan conseguì quasi il 12%, arrivando al terzo posto, senza la possibilità di partecipare al ballottaggio che coinvolse Ion Iliescu (PDSR) e Corneliu Vadim Tudor (PRM). Il timore della vittoria degli estremisti mise in allarme le forze del centro-destra moderato, tra le quali il PNL, che al ballottaggio del 10 dicembre 2000 sostenne apertamente il candidato socialdemocratico. Grazie al sostegno trasversale di diverse forze politiche Iliescu riuscì a riconquistare la presidenza della repubblica.
Alle elezioni parlamentari il PNL ottenne circa il 7%, che assicurò 30 deputati e 13 senatori. Il primo ministro designato, il socialdemocratico Adrian Năstase, che non godeva della maggioranza assoluta per ottenere l'investitura e garantire la sopravvivenza del governo, fu costretto a richiedere l'appoggio parlamentare di Partito Nazionale Liberale e Unione Democratica Magiara di Romania. Sulla base di interessi comuni, quali lo sviluppo economico della Romania, l'integrazione euro-atlantica del paese e una riforma costituzionale che chiarisse i compiti delle due camere, il 27 dicembre fu firmato un protocollo di intesa tra il partito di governo e le altre due formazioni. Le politiche portate avanti da Năstase, tuttavia, non convinsero il PNL, che il 18 aprile 2001 decise di stracciare l'accordo e passare pienamente all'opposizione.

### Le presidenze Stoica e Stolojan
Il primo congresso successivo alle elezioni si tenne il 17 febbraio 2001 ed elesse quale nuovo presidente Valeriu Stoica. Il 19 gennaio 2002 fu organizzato un congresso straordinario che ratificò l'assorbimento di Alleanza per la Romania.
Nonostante l'ampliamento del PNL, la figura del nuovo presidente attrasse le antipatie di una parte dei membri, che vedevano messo in pericolo il mantenimento di una linea politica nettamente liberale. Un'opposizione ritenuta poco incisiva e il calo di popolarità del partito nei sondaggi, spinsero diversi membri, tra i quali Dinu Patriciu, Ludovic Orban e Crin Antonescu a criticare duramente la dirigenza. Per risolvere la crisi interna, l'11 luglio 2002 Stoica annunciò la sua rinuncia alla presidenza e l'indizione di un congresso straordinario per il mese successivo.
Sostenuto apertamente da Stoica, che invitò direttamente i delegati del PNL accorsi a Bucarest a votare per lui, Theodor Stolojan fu il vincitore del congresso del 24-25 agosto 2002. Intenzionato a rafforzare il ruolo del centro-destra grazie ad una visione più pragmatica e meno legata all'eredità ideologica del partito, Stolojan favorì l'avvicinamento al Partito Democratico di Traian Băsescu, con cui il PNL condivideva l'opposizione al governo del Partito Social Democratico (PSD).
Nello stesso periodo il partito continuò ad integrare altri gruppi politici e a rafforzare i rapporti con il Partito Europeo dei Liberali, Democratici e Riformatori, che premeva per l'allargamento dell'Unione Europea e per la creazione di partenariati con i paesi dell'Europa dell'est. Il 18 aprile 2003 fu celebrata la fusione con l'Unione delle Forze di Destra, mentre il 27 settembre 2003 rientrò nel PNL persino l'ala di Radu Câmpeanu, il PNL-C, evento che segnò la ricomposizione in un unico partito di tutte le correnti scissioniste del PNL sorte negli anni novanta. Un ulteriore successo del congresso del 27 settembre fu la firma dell'accordo sulla nascita dell'alleanza tra PNL e PD, che prese il nome di Alleanza Giustizia e Verità (Alianța Dreptate și Adevăr, DA). Nella stessa giornata le due formazioni presentarono il proprio programma politico, che si rivolgeva «ai rumeni scontenti e delusi della corruzione della Romania» e che tra i punti prevedeva il consolidamento dello stato di diritto, il rispetto della proprietà privata, la realizzazione di un'economia di mercato funzionale, lo stimolo all'integrazione europea ed euratlantica.
Il primo test elettorale per DA furono le elezioni amministrative dell'estate del 2004, che segnarono un sostanziale pareggio tra la coalizione di centro-destra e il PSD, con entrambi gli schieramenti che arrivarono su percentuali intorno al 30%. Il PSD in ogni caso ottenne la maggioranza dei sindaci, mentre a Bucarest il rappresentante di DA Traian Băsescu ottenne la riconferma. Al PNL andarono 443 sindaci, 281 consiglieri di distretto, 7.037 consiglieri locali e la presidenza di sei distretti.

### La presidenza Tăriceanu

#### Elezioni del 2004

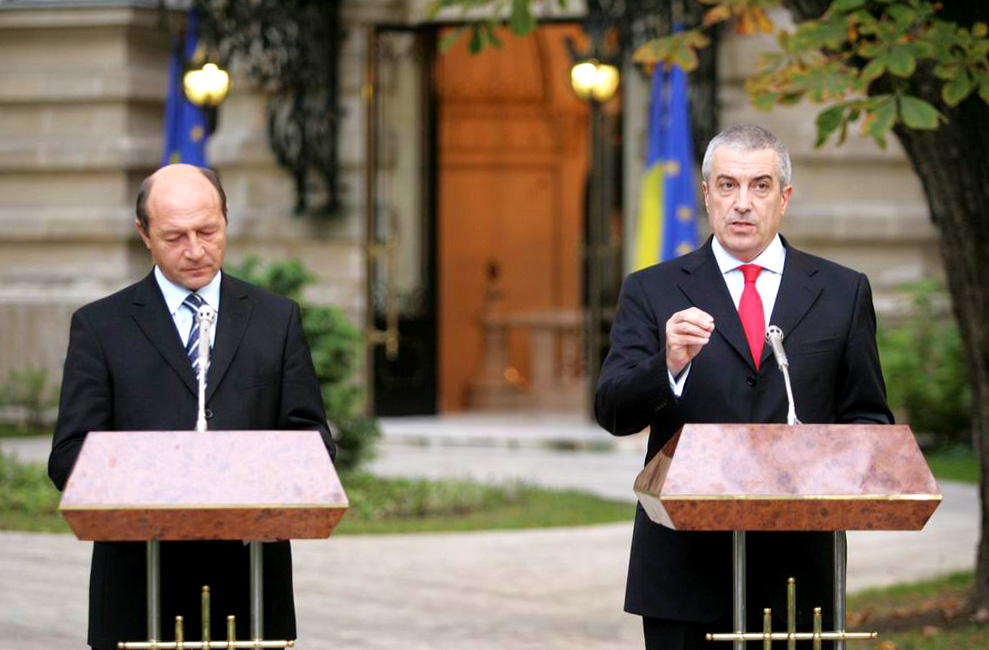
Traian Băsescu e Călin Popescu Tăriceanu

Nel pieno della campagna elettorale per le elezioni generali, il 2 ottobre 2004 Theodor Stolojan, leader proposto dalla coalizione per la presidenza della repubblica, annunciò il proprio ritiro dalla corsa elettorale e dalla guida del PNL, giustificando la scelta con gravi problemi di salute. Mentre da una parte lasciò il teste a Traian Băsescu, che divenne il nuovo candidato di DA alla presidenza del paese, il PNL indicò Călin Popescu Tăriceanu come presidente del partito.
Il voto per le legislative del 28 novembre 2004 vide un lieve vantaggio per il PSD rispetto a DA, senza la possibilità per nessuna delle due forze di costruire una maggioranza, mentre il primo turno per le presidenziali confermò la superiorità di Năstase sul candidato del centro-destra Traian Băsescu (41% contro 34%). Al ballottaggio del 12 dicembre, tuttavia, il rappresentante di DA riuscì a sorpresa a ribaltare i sondaggi e ad ottenere il 51,23% delle preferenze. La stampa internazionale interpretò la vittoria come un segnale della volontà della Romania urbana e liberale di appoggiare il programma europeista proposto dal nuovo presidente, che prometteva di riformare il sistema giudiziario e liberare le istituzioni delle interferenze politiche dell'era di governo del centro-sinistra. La vittoria di Băsescu aprì le porte anche per la costituzione del nuovo governo. In dicembre il Partito Umanista Rumeno (PUR) abbandonò l'alleanza con il PSD e siglò un patto con DA e UDMR per la creazione di un nuovo esecutivo di centro-destra con a capo Călin Popescu Tăriceanu. Il 29 dicembre nacque il governo Tăriceanu I.

#### Rottura di DA e scissione del Partito Liberale Democratico
L'amministrazione Tăriceanu, seppur scossa da diversi scandali che colpirono i suoi ministri, dal ritiro del sostegno della maggioranza parlamentare e da continui contrasti con la presidenza della repubblica, riuscì a completare l'intero mandato fino al 2008, conseguendo una costante crescita economica e l'aumento degli investimenti esteri.
L'alleanza con il PD fu segnata da dure tensioni. Băsescu caldeggiò più volte per elezioni anticipate, prevedendo la possibilità di chiedere le dimissioni di Tăriceanu per conquistare un'eventuale più stabile maggioranza parlamentare. Nel 2005, mentre inizialmente il primo ministro ammise pubblicamente l'idea di abbandonare l'incarico, successivamente rigettò tale eventualità. Da quel momento le relazioni tra il presidente della repubblica e il primo ministro, intenzionato a rimanere in funzione, furono da marcate da frequenti e crescenti nervosismi su ogni aspetto della vita politica. I continui scontri nell'aprile 2007 portarono all'esclusione del Partito Democratico dalla coalizione di governo e allo scioglimento dell'alleanza DA. Tăriceanu, che accusò Băsescu di essere stato l'unico responsabile delle tensioni interne alla maggioranza, quindi, formò un instabile governo minoritario con l'UDMR. Nello stesso mese PNL, PSD e PC (ridenominazione del PUR) votarono a favore della celebrazione di un referendum per procedere alla rimozione del Presidente dal suo incarico, sul presupposto che questi avrebbe commesso reati contro la costituzione. Il 19 maggio 2007 la popolazione si espresse a favore del presidente, che rientrò nelle proprie funzioni dopo una breve sospensione.
Nell'ottobre 2006, inoltre, i liberali fecero fronte ad una scissione guidata da Theodor Stolojan e Valeriu Stoica che, espulsi dal partito, fondarono una nuova organizzazione, che reclamava la necessità di strappare il PNL dalle mani di Tăriceanu e abbracciare l'idea di una fusione con il partito di Băsescu, abbandonare l'affiliazione all'ELDR ed iscriversi al Partito Popolare Europeo (PPE). Nel dicembre 2006 i dissidenti presentarono un nuovo partito politico con a capo Stolojan, il Partito Liberale Democratico, cui aderirono anche altri membri della dirigenza del PNL.
Per la propria sopravvivenza, il governo Tăriceanu II fu costretto a contare sul discontinuo appoggio esterno del PSD. Dall'aprile 2007 al dicembre 2008 il governo composto da PNL e UDMR riuscì a sopravvivere in netta minoranza grazie al sostegno non dichiarato di diverse frange del PSD, interessate a rafforzare i rapporti con i liberali al fine di ottenere concessioni politiche pur stando all'opposizione come, ad esempio, il progetto riguardante i trattamenti pensionistici.

#### Elezioni del 2007 e del 2008
Nel novembre 2007 si celebrarono le prime elezioni per il parlamento europeo nella storia della Romania. Queste furono combattute tra il PD e il PSD, mentre il PNL passò in secondo piano, ottenendo solamente il 13,5% e sei seggi; gli eurodeputati eletti nelle liste del PNL si iscrissero al Gruppo dell'Alleanza dei Democratici e dei Liberali per l'Europa.
Dopo aver assorbito Azione Popolare nell'aprile 2008, anche nelle successive tornate elettorali il PNL si confermò terza forza politica del paese. Alle amministrative dell'estate 2008 ottenne 5 presidenti di distretto (12%), 706 sindaci, 297 consiglieri di distretto (18,64%) e 8.529 consiglieri locali. Alle elezioni parlamentari dell'autunno 2008 i risultati videro un sostanziale pareggio tra le due forze più votate, il Partito Democratico Liberale (ridenominazione del PD) e il PSD, mentre il PNL fu il terzo partito, con il 19% (65 deputati e 28 senatori). Vista l'impossibilità di formare individualmente una maggioranza, il PD-L, che aveva ottenuto un risicato vantaggio, si vide costretto ad intavolare le trattative per la formazione di un'ampia coalizione di governo con altre forze politiche. Tăriceanu rifiutò ogni forma di compromesso sul programma del partito, bloccando a priori qualunque dialogo tanto con il Partito Democratico Liberale, quanto con i socialdemocratici. Nacque, perciò, un governo con a capo Emil Boc, che godette del sostegno di PD-L e PSD, la cui alleanza fu aspramente criticata dal PNL, che si configurava come il maggior partito di opposizione.

### La presidenza Antonescu

#### Elezioni del 2009

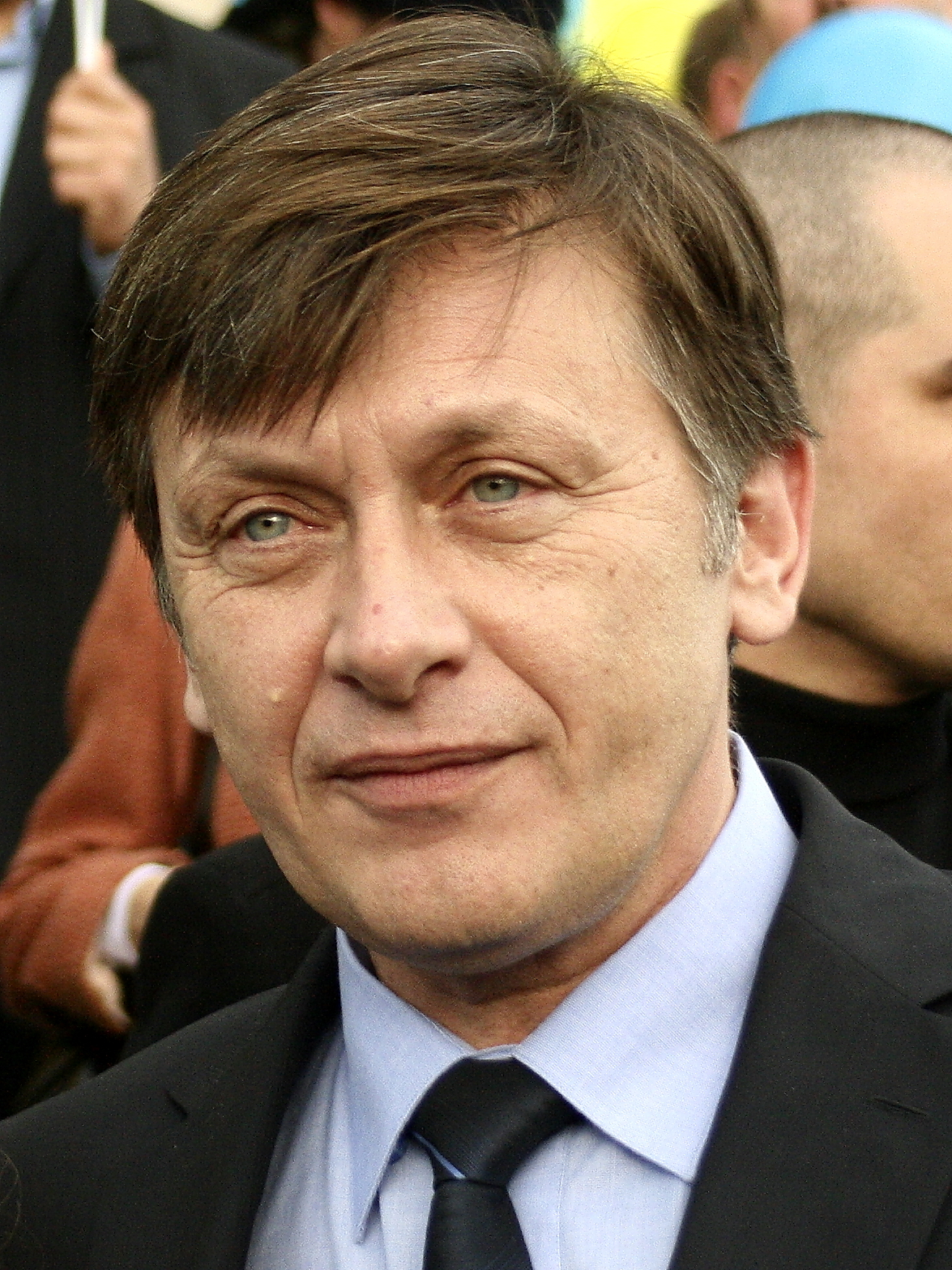
Crin Antonescu

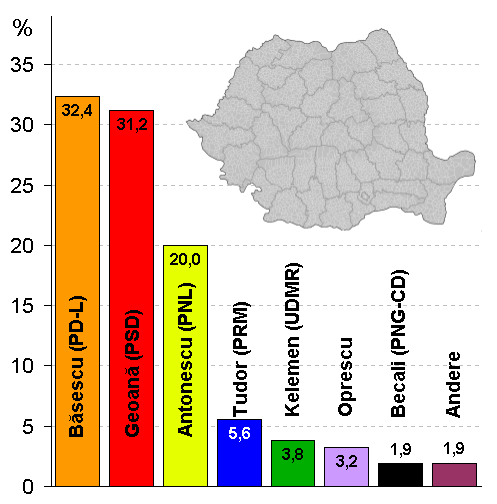
Risultati del primo turno delle elezioni presidenziali in Romania del 2009.

Quattro mesi dopo le elezioni parlamentari, il 20 marzo 2009, si tenne un congresso straordinario per la nomina del nuovo presidente del PNL. Crin Antonescu succedette a Tăriceanu e diede il via ad un processo di reorientamento del partito.
Nel giugno 2009 il PNL rimase su percentuali intorno al 15% alle elezioni europee, conquistando 5 eurodeputati e confermandosi ancora una volta alle spalle di PD-L e PSD.
Nell'ottobre 2009 la rottura della maggioranza ebbe l'effetto di rafforzare l'opposizione, cui si aggiunse anche il PSD. Il 13 ottobre il governo Boc I cadde su una mozione di sfiducia votata da PSD, PNL e UDMR, che premevano per la formazione di un governo tecnico provvisorio presieduto da Klaus Iohannis, allora sindaco di Sibiu. Al primo turno delle elezioni presidenziali del 22 novembre 2009 Antonescu conseguì il 20% delle preferenze, giungendo terzo dietro ai rappresentanti di PD-L (Băsescu) e PSD (Geoană), che si qualificarono per il ballottaggio. Nei giorni successivi al voto del 22 novembre, i socialdemocratici provarono a rafforzare l'endorsement al proprio candidato, stringendo un accordo con il PNL, cui sarebbe stata garantita la funzione di primo ministro (verosimilmente per Klaus Iohannis) in caso di vittoria di Mircea Geoană al ballottaggio. Nonostante il sostegno di più partiti al candidato del PSD, Băsescu riuscì a vincere il confronto, con il 50,34%. La vittoria di Băsescu ebbe effetti immediati anche sulla formazione del governo. Il 17 dicembre il presidente designò nuovamente Emil Boc, che riuscì a costruire una nuova maggioranza.

#### L'Unione Social-Liberale

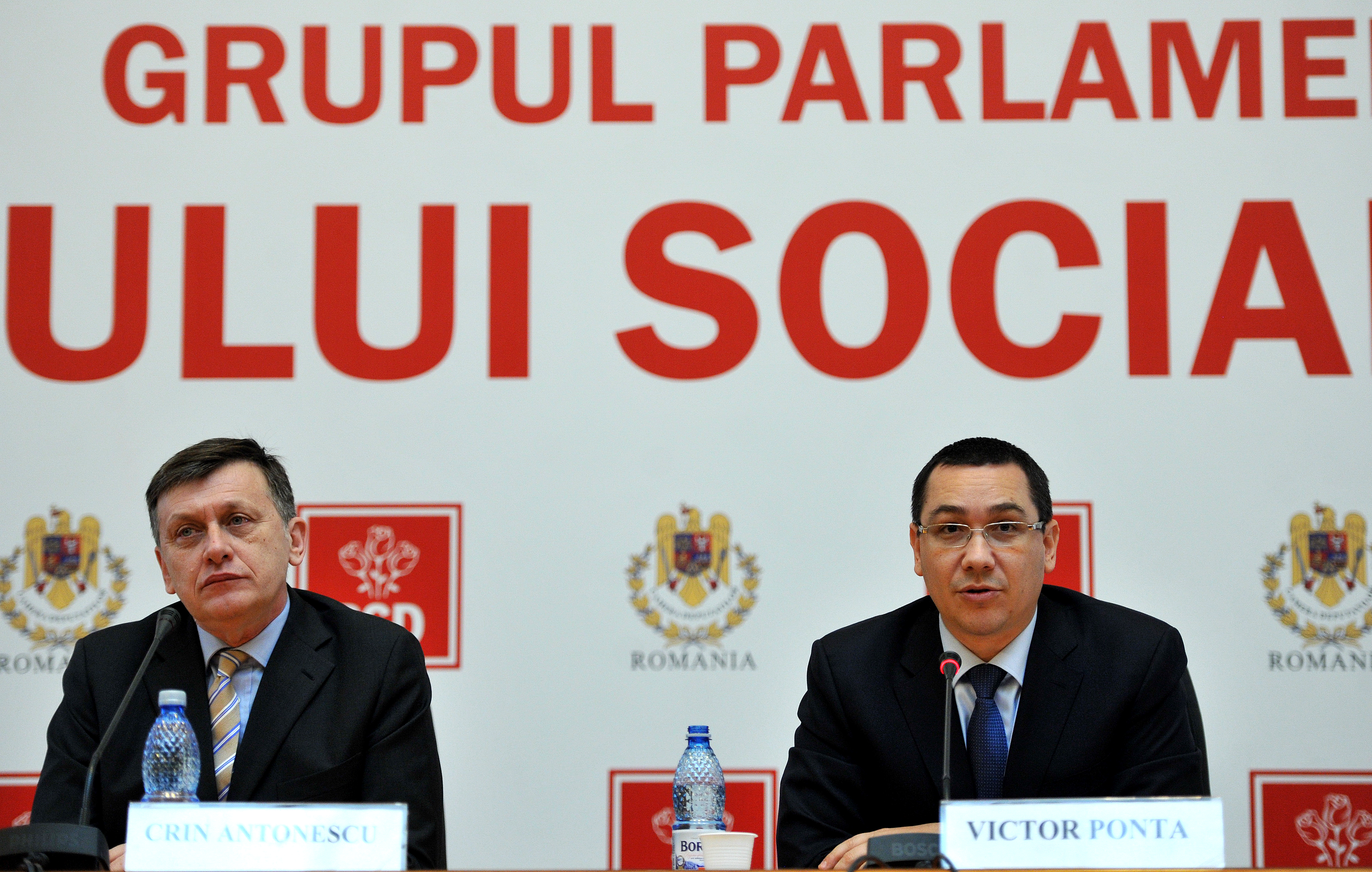
Crin Antonescu e Victor Ponta

Le iniziative comuni contro il PD-L e le politiche del presidente della repubblica portarono alla nascita di una serie di alleanze tra i gruppi di opposizione. Il 10 gennaio 2011 il PNL e il Partito Conservatore di Daniel Constantin siglarono un protocollo di collaborazione per la creazione di una coalizione tra le due forze, che prese il nome di Alleanza di Centro-Destra (Alianța de Centru-Dreapta, ACD). Nel mese di febbraio 2011 l'ACD finalizzò un ulteriore accordo con il PSD di Victor Ponta, dal quale nacque l'Unione Social-Liberale (USL), il cui obiettivo principale era quello di riunire gli sforzi dell'opposizione e di allontanare Băsescu dalla sua posizione tramite una procedura di impeachment parlamentare in modo da ribaltare anche il governo guidato dal PD-L.
Nonostante l'eterogeneità ideologica, l'USL condusse una durissima opposizione al governo, con il passare dei mesi sempre più svantaggiato nei sondaggi a causa di una complicata politica di austerity imposta al paese per far fronte alla crisi economica globale esplosa nel 2011. Le proteste che si protrassero in Romania nei primi mesi del 2012 furono il segnale dell'incapacità del governo di dare risposte alla crisi, situazione cavalcata dall'USL che, appoggiando gli scioperi, guadagnò ampio consenso elettorale. Pressato dall'opinione pubblica, Băsescu fu costretto ad assegnare l'incarico di primo ministro a Victor Ponta, che il 1º maggio 2012 diede vita al governo Ponta I, in cui il PNL ottenne otto ministeri.
Il 10 giugno si svolse il voto per le amministrative, che segnarono un indiscutibile successo per l'USL e una sconfitta per lo stile politico del presidente della repubblica Băsescu. Nel luglio 2012 l'USL avviò la procedura di destituzione dei presidenti delle due camere in area PD-L e presentò il documento per l'impeachment di Băsescu che, temporaneamente sospeso, rientrò in funzione solamente dopo la celebrazione del referendum del 29 luglio che, ritenuto nullo per il mancato raggiungimento del quorum, fu successivamente fonte di ulteriori contestazioni dell'USL alla corte costituzionale.
Alle elezioni parlamentari del 9 dicembre 2012, l'USL conquistò ben due terzi dei seggi in parlamento con il 59% dei voti, mentre la coalizione cristiano-democratica costruita intorno al PD-L ottenne il 16% e si dissolse dopo le elezioni. Il 21 dicembre 2012 nacque il governo Ponta II.

#### Fine dell'alleanza con il PSD

Carta raffigurante il partito più votato per ogni distretto in occasione delle elezioni europee del 2014. Il PNL fu il partito maggioritario solamente nel distretto di Călărași.

Le due maggiori forze di governo condivisero le priorità dello stimolo alla crescita del settore privato e quella di riportare il livello dei salari dei dipendenti pubblici a come erano prima della crisi, dopo che questi avevano subito pesanti tagli a causa delle riforme operate dal PD-L. Qualche contrasto, tuttavia, si verificò sul piano delle nomine alle presidenze degli enti di stato. Diversi osservatori con i mesi notarono la marginalizzazione del PNL in seno al governo.
Nella parte iniziale del 2014 forti divergenze ideologiche e scelte politiche legate alle nomine di nuovi ministri in area PNL fecero crescere la tensione tra i due alleati dell'USL. Ponta e Antonescu si accusarono reciprocamente di voler rompere la coalizione e, senza approdare ad alcuna soluzione, il 25 febbraio 2014 Antonescu annunciò il ritiro del PNL dal governo e la fine dell'alleanza con il PSD. Il PNL passò all'opposizione, mentre Antonescu, in polemica con la decisione di Ponta di non rimettere il mandato nelle mani del presidente della repubblica, criticò pesantemente il premier e annunciò le proprie dimissioni da capo del senato. Nel febbraio 2014, inoltre, Călin Popescu Tăriceanu decise di abbandonare il partito insieme ad altri dissidenti e fondò una nuova formazione politica di ispirazione liberale, il Partito Liberale Riformatore (PLR), che vide ufficialmente la luce in luglio.
Il 25 maggio 2014 si svolsero le elezioni europee, che consacrarono il confronto tra il PNL e il PSD. Il voto, tuttavia, premiò i socialdemocratici, che raggiunsero il 37%, mentre il PNL si fermò al 15%, con un sottilissimo vantaggio rispetto al PD-L. In seguito alle elezioni Antonescu annunciò la decisione del PNL di avviare le procedure per l'iscrizione al Partito Popolare Europeo (PPE), ritenuto dal leader liberale il gruppo più affine al pensiero di centro-destra rappresentato dal PNL. La richiesta di ammissione del PNL al PPE fu ufficialmente accettata in settembre.
Il trionfo del PSD alle europee, contestualmente, spinse Antonescu a rivedere gli effetti della propria leadership nel partito. Preso atto della pesante sconfitta e di un numero di preferenze ben inferiore rispetto a quello prospettato, annunciò le proprie dimissioni dalla dirigenza del PNL. I risultati delle europee ebbero l'effetto di avvicinare PNL e PD-L, che insieme avevano ottenuto il 27%, meno del solo PSD. Furono avviati, infatti, una serie di incontri ufficiali con i leader del PD-L, ormai privo dell'influenza politica di Băsescu, per la creazione di un grande fronte anti-PSD e per il supporto ad un unico candidato alla presidenza della repubblica.

### La presidenza Iohannis

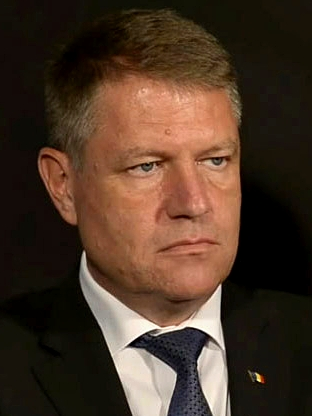
Klaus Iohannis

Klaus Iohannis fu eletto presidente del PNL nel corso del congresso del 27-28 giugno, che approvò anche la fusione con il PD-L. L'incontro ufficiale che stabilì la nascita del nuovo soggetto politico, che mantenne il nome di Partito Nazionale Liberale, ebbe luogo nel luglio 2014. L'11 agosto Iohannis fu indicato formalmente come candidato alla presidenza della repubblica.
Il leader del PSD Victor Ponta si presentava in vantaggio nei sondaggi per elezioni presidenziali del novembre 2014 e aveva tutte le probabilità di uscirne vincitore. Al primo turno confermò tale distacco, ottenendo il 40% contro il 30% di Iohannis, con ben un milione di voti di differenza. Le operazioni di voto, tuttavia, furono caratterizzate da enormi difficoltà di organizzazione presso i seggi elettorali ubicati all'estero, dove Iohannis era favorito, elemento che costrinse alle dimissioni il ministro degli esteri Titus Corlățean e mise in imbarazzo il candidato del PSD.
Il ballottaggio del 16 novembre segnò l'inaspettato successo di Iohannis, che ottenne il 54,5% dei voti contro il 45,5% di Ponta. Iohannis trionfò nelle circoscrizioni estere (in cui il numero totale degli elettori era stimato intorno ai 4 milioni) e nelle aree della Transilvania. Il neopresidente dichiarò di voler rafforzare il ruolo della Romania, combattere la corruzione, consolidare lo stato di diritto e stringere forti legami con l'Europa e l'occidente.
Già in avvio di mandato Iohannis non perse occasione di invocare le dimissioni del premier socialdemocratico Victor Ponta, implicato in numerosi scandali giudiziari che coinvolgevano la sua persona o i membri del governo.
A livello di partito Iohannis, eletto presidente della repubblica e quindi costituzionalmente impossibilitato a rivestire incarichi politici, lasciò il ruolo di presidente del PNL.

### Le presidenze Blaga-Gorghiu e Turcan
Il protocollo di fusione prevedeva l'esistenza di due copresidenti, uno proveniente dal vecchio PD-L e uno dal PNL. Mentre Vasile Blaga rappresentò l'ala del PD-L, il 18 dicembre l'ufficio politico nazionale del PNL elesse come proprio rappresentante Alina Gorghiu. Nel 2015 le due forze si fusero ufficialmente. Nel mese di febbraio i gruppi parlamentari si unirono in uno solo sia alla camera che al senato, mentre il PNL unificato continuò a sostenere l'opposizione al governo Ponta.
Victor Ponta fu costretto alle dimissioni nel novembre 2015 in seguito all'incendio del Colectiv. Iohannis, quindi, propose la formazione di un governo tecnico presieduto dall'ex Commissario europeo per l'agricoltura e lo sviluppo rurale Dacian Cioloș, che godette del sostegno parlamentare di quasi tutte le forze politiche e fu presentato dal PNL come una soluzione ai problemi causati dall'amministrazione Ponta. Promotore di un programma europeista, intenzionato a ridurre gli sprechi, a combattere la corruzione, a riformare il settore della pubblica amministrazione e a consolidare i parametri macro-economici, gli obiettivi politici del nuovo primo ministro furono condivisi anche dal PNL.
Il primo appuntamento elettorale cui prese parte il PNL post-fusione fu quello delle amministrative locali del giugno 2016. Al voto estivo il PNL fu il secondo partito, finendo a 3,5 punti percentuali dal PSD, che conquistò il maggior numero di posizioni. Con il 31,5% il PNL ottenne 1.081 sindaci, 13.193 consiglieri locali e 496 consiglieri distrettuali. Il partito, quindi, preparò la corsa alle elezioni parlamentari. In settembre, nel pieno della campagna elettorale, però, la leadership del PNL subì un duro colpo, quando Vasile Blaga ricevette la comunicazione dell'avvio di una procedura penale per traffico d'influenza e fu costretto alle dimissioni. L'8 ottobre il consiglio nazionale di coordinamento del PNL convalidò la presidenza di Alina Gorghiu, senza procedere alla nomina di un ulteriore copresidente. Il PNL abbracciò esplicitamente il programma politico di Dacian Cioloș e annunciò che il premier uscente sarebbe stato il nome proposto dai liberali come primo ministro in caso di vittoria alle elezioni.
Il voto dell'11 dicembre, ad ogni modo, fu il riflesso della mancanza di leadership e dell'inferiore capacità organizzativa del PNL rispetto al PSD. Il crollo nei sondaggi fu confermato dalla netta vittoria dei socialdemocratici, che staccarono il PNL di oltre 20 punti (45% contro 20%). L'evidente sconfitta causò un'immediata ondata di dimissioni in seno alla dirigenza del partito. Alina Gorghiu annunciò la rinuncia al ruolo già il giorno dopo le elezioni. Raluca Turcan, deputata per il distretto di Sibiu, fu incaricata dall'ufficio politico nazionale della funzione di nuovo presidente ad interim.
Nei mesi successivi il PNL condusse una strenua opposizione insieme all'altra maggiore forza della minoranza, l'USR, scagliandosi contro il PSD, specialmente in materia di giustizia, sostenendo le proteste antigovernative esplose nel gennaio 2017.

### La presidenza Orban

#### Opposizione ai governi socialdemocratici

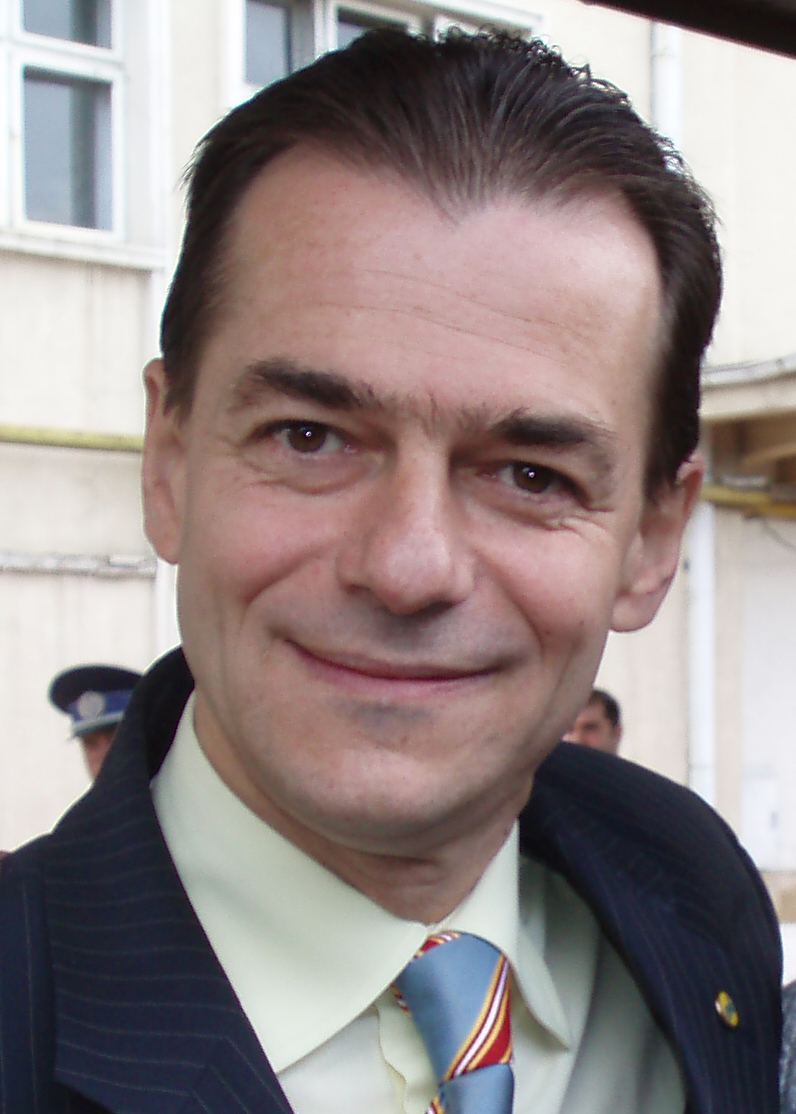
Ludovic Orban

Il 17 giugno 2017 Ludovic Orban fu nominato nuovo presidente del partito. L'11 marzo 2018 il consiglio nazionale del PNL si riunì per confermare le nomine alle future elezioni. Klaus Iohannis fu indicato come candidato presidenziale per il 2019, mentre Orban fu scelto per il ruolo di premier per le legislative del 2020.
I rapporti tra maggioranza e opposizione furono marcati da costanti e ripetuti conflitti, mentre Orban si inserì ripetutamente nella battaglia in atto tra l'esecutivo PSD e la presidenza della repubblica. Le continue raccomandazioni della Commissione europea al PSD, accusato di fare passi indietro per quanto riguardava la lotta alla corruzione, furono motivo di un ennesimo scontro frontale con le forze di governo e precedettero l'organizzazione della campagna elettorale per le elezioni europee del maggio 2019.
Il partito puntava apertamente a vincere le elezioni e legava tali argomenti alla campagna per il "Sì" al referendum del 26 maggio 2019, convocato da Iohannis per evitare il costante ricorso governativo alle ordinanze d'urgenza in tema di giustizia e corruzione. Il discorso del PNL oscillò tra soggetti riguardanti l'agenda politica europea e critiche alla coalizione di governo. La lista dei candidati fu ufficializzata nel corso del summit del Partito Popolare Europeo organizzato dal PNL a Bucarest il 16 marzo, cui presero anche il leader del PPE Manfred Weber e il presidente della repubblica Klaus Iohannis, intenzionato a sostenere apertamente e attivamente la campagna elettorale del partito.
Il risultato elettorale premiò ampiamente i partiti di opposizione. Il PNL, primo con dieci eletti, ottenne il 27%, diventando il gruppo rumeno con il numero maggiore di rappresentanti al parlamento europeo. Forte della vittoria, la dirigenza chiese a gran voce le dimissioni del governo senza, però, ottenerle.

#### La rielezione di Iohannis e il governo Orban
Klaus Iohannis
     Viorica Dăncilă

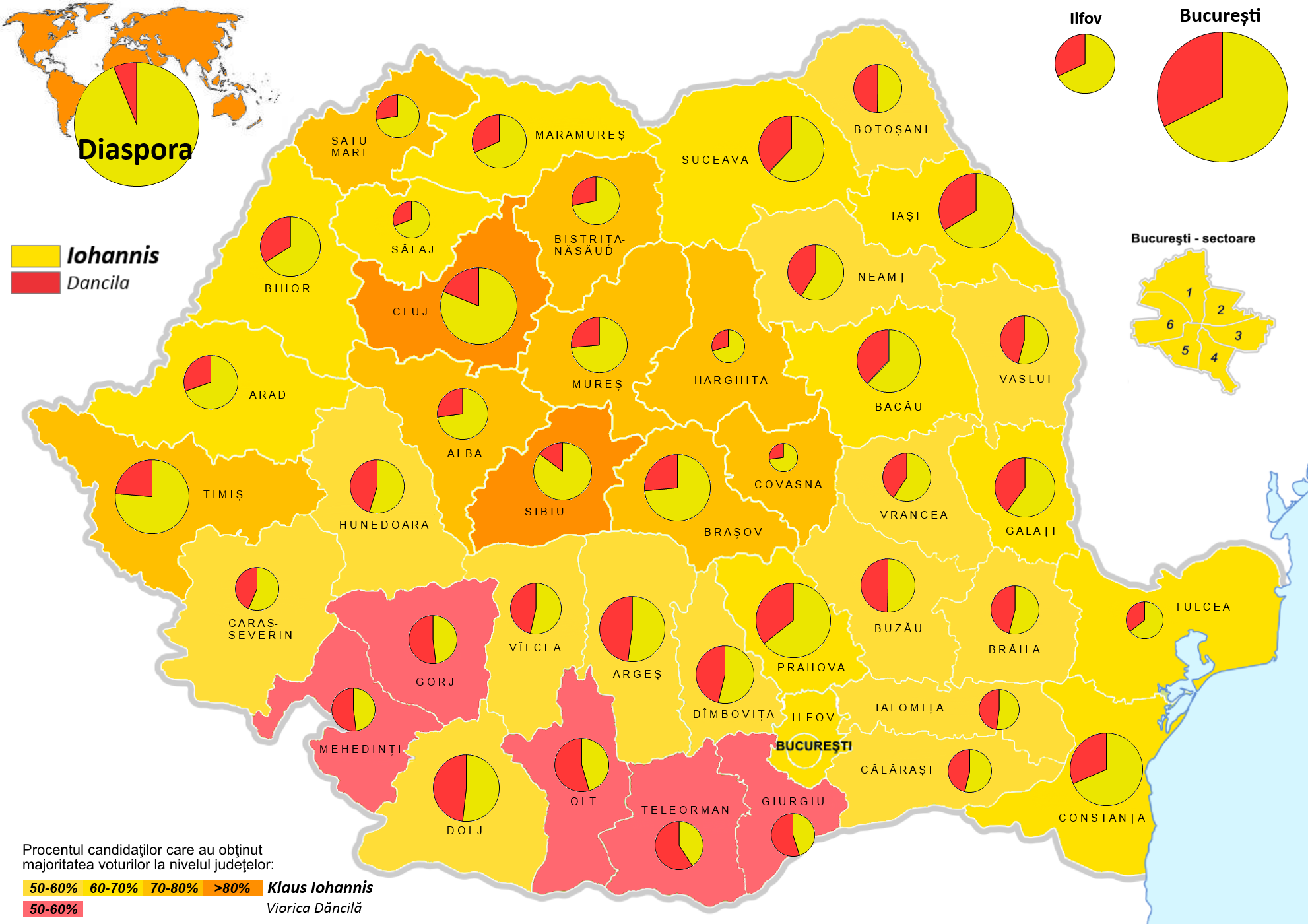
Carte raffigurante graficamente le percentuali di voto per i due candidati al ballottaggio del 24 novembre delle elezioni presidenziali del 2019.
Klaus Iohannis
Viorica Dăncilă

Nei mesi successivi il PNL sfruttò la rottura della maggioranza che, indebolita dall'addio dei partner dell'ALDE, diede modo ai liberali di presentare una mozione di sfiducia, che il 10 ottobre 2019 fu accolta dalla maggior parte dei parlamentari e segnò la fine del governo Dăncilă. Il capo di Stato, rifiutando categoricamente di conferire nuovamente l'incarico ad un esponente del PSD, si rivolse al PNL, assegnando a Ludovic Orban il compito di formare un nuovo governo di centro-destra, al fine di correggere quelle che riteneva politiche fallimentari propugnate dai socialdemocratici negli anni al potere. L'esecutivo monocolore PNL fu investito il 4 novembre 2019 con l'appoggio esterno della maggior parte delle forze parlamentari, fatta eccezione di PSD e PRO Romania. Fra le linee guida del proprio governo il primo ministro indicò la stabilizzazione dei parametri macroeconomici e il rispetto della giustizia secondo le indicazioni delle istituzioni europee, superando gli errori commessi dall'amministrazione PSD.
La nomina di Orban da parte di Iohannis si inseriva in una strategia politica che precedeva la campagna elettorale per le elezioni presidenziali in programma in novembre, alle quali il capo di Stato presentava la propria ricandidatura con il sostegno del PNL, professandosi come l'autentico difensore dello stato di diritto in Romania contro le ingerenze del PSD. Nel proprio programma politico Iohannis considerava quali punti cardine la lotta alla corruzione, l'ammodernamento del paese e una politica estera filo-occidentale. La vittoria di Iohannis contro Viorica Dăncilă fu ampiamente prevista dai sondaggi e confermata dal voto del 24 novembre 2019.
La mancanza di una solida maggioranza parlamentare, tuttavia, ad appena tre mesi dalla formazione del gabinetto, il 5 febbraio portò alla sfiducia del governo Orban I. Malgrado le dimissioni, incaricato ancora una volta dal presidente della repubblica, fu lo stesso Ludovic Orban a riuscire a formare un nuovo governo, in cui riconfermò integralmente la squadra di ministri che aveva preso parte al precedente. Il governo Orban II nacque il 14 marzo 2020 nel contesto dello scoppio della pandemia di COVID-19 che, date la situazione d'emergenza e la necessità di rapide risposte alla crisi, spinse persino il PSD a concedere il proprio sostegno parlamentare.

#### Elezioni del 2020
Forte della vittoria alle elezioni locali del settembre 2020 e favorito dai sondaggi, il partito si aspettava di ripetersi elezioni parlamentari del mese di dicembre. Oltre a promettere di liberare il paese dalle ingerenze del PSD, il partito auspicava quattro anni di stabilità politica, grazie ai buoni rapporti con il presidente Iohannis, e una crescita economica basata sugli investimenti a lungo termine, piuttosto che sul consumo. Il discorso elettorale del PNL fu ampiamente sostenuto dal capo di Stato Klaus Iohannis, protagonista di dure critiche nei confronti del PSD.
La realtà del voto, però, deluse le aspettative. Il PSD risultò il gruppo più votato, con l'effetto di spingere Ludovic Orban a rassegnare le proprie dimissioni da primo ministro il giorno successivo a quello delle elezioni. In sua sostituzione fu indicato ad interim il ministro della difesa Nicolae Ciucă. Il PNL, in ogni caso, riuscì a costituire un nuovo governo di coalizione con USR PLUS e UDMR con a capo l'ex ministro delle finanze Florin Cîțu, che entrò in carica il 23 dicembre 2020.

### La presidenza Cîțu

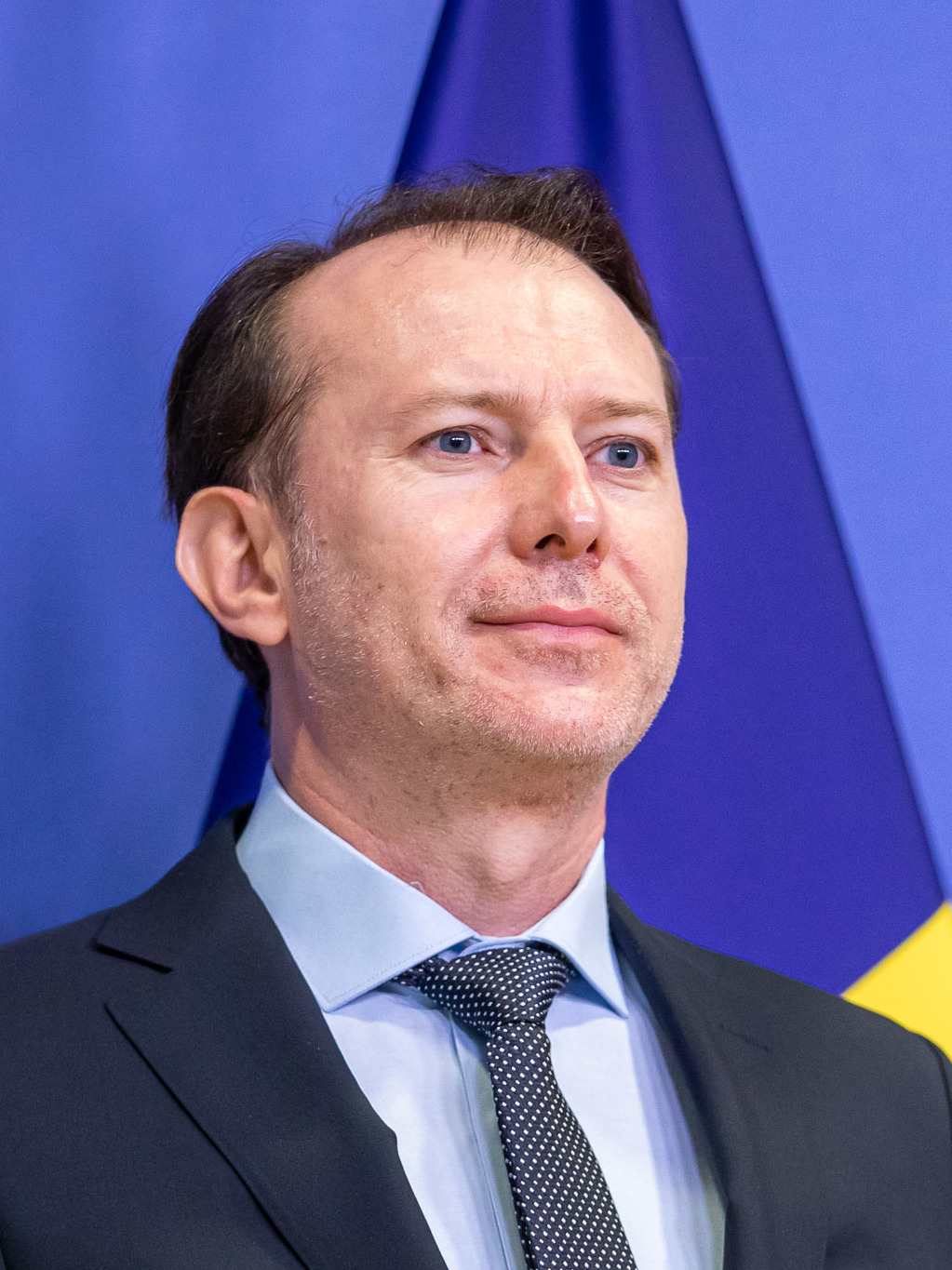
Florin Cîțu

Subito dopo le elezioni del 2020 apparvero i primi malumori contro il presidente del PNL. Una parte della dirigenza lo accusò di non prendere in considerazione i consigli dei colleghi e di aver commesso errori nei negoziati per la formazione del governo, con la cessione di ministeri importanti agli alleati al solo fine di ottenere per sé la presidenza della camera dei deputati.
I contestatori di Orban si strinsero intorno a Florin Cîțu, che il 30 maggio 2021 annunciò la propria candidatura alla presidenza del PNL, in contrapposizione a quella del leader uscente. La campagna interna fu caratterizzata da toni alti e dure critiche reciproche. Il 1º settembre 2021, oltre a ciò, il premier revocò il ministro della giustizia Stelian Ion (USR PLUS), evento che dopo una breve crisi politica spinse gli alleati ad uscire dal governo. Florin Cîțu, quindi, si assunse la responsabilità di un governo senza la maggioranza parlamentare e ritenne impossibile la ricostruzione dei rapporti con l'USR PLUS. Il premier, tuttavia, godeva del favore del presidente della Romania Iohannis, che lo aveva sostenuto in tutte le scelte riguardanti la politica di governo, elemento che avrebbe avuto un peso anche sull'esito del congresso per la scelta del nuovo presidente del PNL.
Al termine di un'accesa campagna elettorale, i quasi 5.000 delegati del partito presenti al congresso del 25 settembre 2021, infatti, elessero presidente Florin Cîțu con 2.878 voti (60,2%), mentre Orban ne ottenne 1.898 (39,7%).
Il successivo 5 ottobre 2021, però, il governo fu costretto alle dimissioni, poiché battuto da una mozione di sfiducia presentata dal PSD e votata anche da USR PLUS e AUR. La crisi politica si sbloccò due mesi dopo, quando il PNL accettò di collaborare con il PSD e l'UDMR per la formazione di un governo di coalizione. Entrambi i partiti approvarono la soluzione di un governo di rotazione. Secondo gli accordi dell'alleanza chiamata Coalizione nazionale per la Romania il PNL avrebbe espresso il primo ministro fino al maggio 2023, quando il premier sarebbe diventato un membro del PSD. Il governo presieduto da Nicolae Ciucă entrò in carica il 25 novembre 2021.
La scelta della dirigenza di appoggiare un governo di coalizione con il PSD, tuttavia, fu causa delle dimissioni dal PNL di diciassette parlamentari, mentre Ludovic Orban dichiarò che avrebbe fondato un partito, chiamato Forza della Destra.

### La presidenza Ciucă

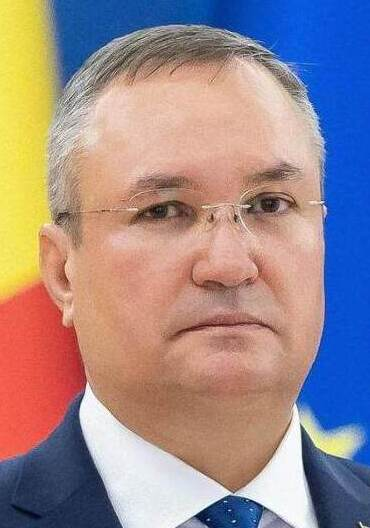
Nicolae Ciucă.

Nell'aprile 2022 Cîțu fu spinto alle dimissioni da presidente del partito su pressione dei membri della dirigenza. Il congresso del 10 aprile 2022 nominò all'unanimità Nicolae Ciucă quale nuovo leader del PNL.
Il mandato del governo Ciucă fu segnato da diverse crisi, quali quella energetica, l'invasione russa dell'Ucraina e la crescita dell'inflazione. Le autorità adottarono varie misure di protezione sociale e vararono alcune riforme per l'accesso ai fondi del PNRR (Next Generation EU). Ciucă si dimise da primo ministro il 12 giugno 2023, mentre il PNL entrò come partner del PSD nel governo Ciolacu, che assunse l'incarico il 15 giugno.
Il 21 febbraio 2024 i leader della coalizione annunciarono la decisione di concorrere in alleanza alle elezioni per il Parlamento europeo del 2024. Alle elezioni europee l'alleanza ottenne quasi il 50% dei voti, che gli valse 19 seggi (di cui otto al PNL).
Il voto presidenziale del 24 novembre 2024 si rivelò deludente per il PNL: Ciucă ottenne meno del 9%, il peggior risultato per un candidato PNL dal 1989. L'intero gruppo dirigente del partito presentò quindi le proprie dimissioni. Il 25 novembre Ilie Bolojan fu nominato nuovo presidente ad interim del PNL.
Alle elezioni parlamentari del 1º dicembre 2024 il PNL fu il terzo partito, dopo PSD e AUR. In conseguenza della crescita delle forze sovraniste in parlamento, i partiti europeisti, ad eccezione dell'USR, formarono un nuovo governo di coalizione con a capo Marcel Ciolacu. Il PNL quindi partecipò alla maggioranza PSD-PNL-UDMR con sei ministri. La coalizione stabilì anche di proporre un candidato comune alle nuove elezioni presidenziali che si sarebbero tenute nel 2025.
Il 10 febbraio Klaus Iohannis, rimasto in carica quale presidente della Romania dopo l'annullamento delle elezioni, annunciò le dimissioni da capo di Stato, spiegando di voler salvaguardare l'immagine della Romania, alla luce dell'avvio delle procedure di impeachment contro la sua persona avviate in parlamento dalle forze di opposizione. Come previsto dalla costituzione, Ilie Bolojan lo sostituì ad interim in qualità di presidente del senato. A sua volta, impossibilitato a rivestire altri incarichi politici, Bolojan lasciò ad interim la posizione di presidente del PNL a Cătălin Predoiu.

## Ideologia e base elettorale
(Statuto del Partito Nazionale Liberale, art. 5)

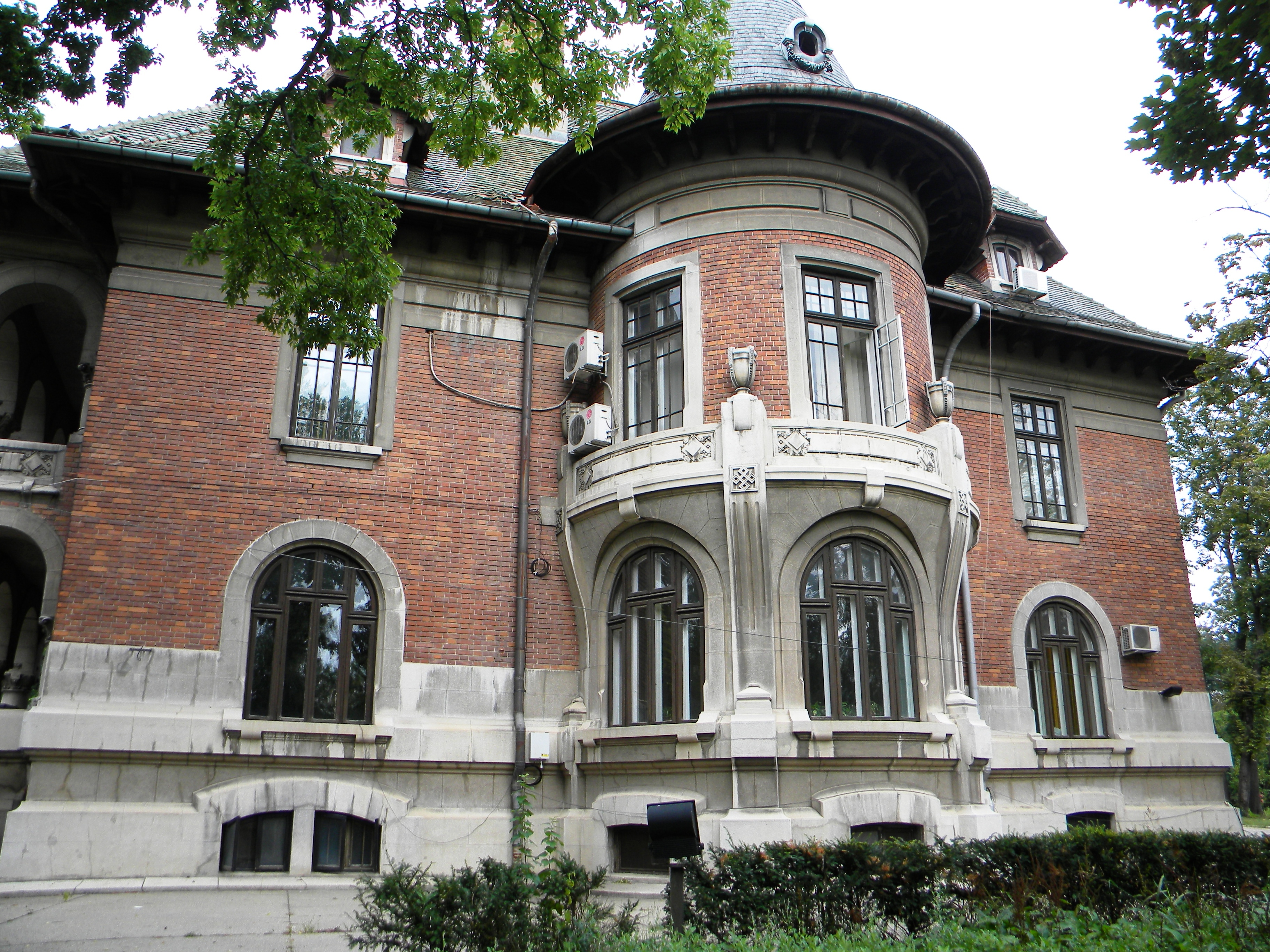
La sede del Partito Nazionale Liberale a Bucarest.

Al momento della sua apparizione nel 1990 il partito si richiamò esplicitamente all'eredità ideologica del liberalismo storico di matrice riformista, rappresentato dall'antico PNL al potere a cavallo tra XIX e XX secolo e nel periodo tra le due guerre. Sebbene ancora carente dal punto di vista strutturale rispetto agli avversari, il nuovo PNL di Câmpeanu si configurava in opposizione al costrutto politico comunista e filo-comunista (rappresentato dal FSN di Iliescu), percepito come un blocco radicale contrario alla promozione delle libertà dell'uomo. Avversando ogni estremismo, il PNL si professava come il patrocinatore della lotta al totalitarismo comunista e di tutte le tendenze politiche egemoniche. Il PNL si proponeva, quindi, di completare la rivoluzione liberale iniziata dal suo partito predecessore e bloccata dall'avvento della dittatura. A tal proposito nel programma politico del 1990 il PNL si proclamava difensore di un liberalismo integrale sul piano politico, economico e culturale. I principi liberali enunciati nel documento erano la garanzia delle libertà individuali, la separazione dei poteri dello stato, il pieno raggiungimento della democrazia, l'instaurazione di un organismo incaricato del controllo e della semplificazione della burocrazia, le libertà di opinione e di stampa, l'abolizione della censura, il rispetto delle minoranze etniche, il diritto alla proprietà privata, la privatizzazione delle unità economiche in mano allo stato e la loro integrazione nell'economia di mercato. Tra gli altri punti programmatici figuravano la libertà di culto, la restituzione delle proprietà della chiesa greco-cattolica confiscate dal regime e il rispetto dei diritti di tutte le minoranze etniche.
Il messaggio politico del partito attrasse la classe media urbana, gli intellettuali e gli studenti, categorie sociali che rappresentarono la base del partito. Negli anni il PNL si presentò all'elettorato come il paladino del liberalismo economico, del riformismo e della democratizzazione, stabilizzandosi ideologicamente come partito di centro-destra in contrapposizione al pensiero socialdemocratico rappresentato da FDSN, PDSR e PSD. Nonostante un costante appello al liberalismo religioso e alla laicità dello stato, tuttavia, numerosi membri del partito strinsero legami con la chiesa ortodossa rumena e mostrarono individualmente atteggiamenti conservatori, indipendentemente dalla dottrina ufficiale espressa dal PNL.
La preoccupazione del PNL per la liberalizzazione dell'economia del paese fu costante. Il partito si batté per la privatizzazione delle aziende di stato, per la riduzione del ruolo delle istituzioni nell'economia, per l'alleggerimento della pressione fiscale, per la promozione dell'iniziativa imprenditoriale, il capitalismo e la concorrenza, tanto da inserire il perseguimento di tali principi sul proprio statuto. Sul piano della politica estera, anche a livello statutario, il partito mostrò un'analoga attenzione all'integrazione del paese alle strutture europee e alla NATO e al rafforzamento dei rapporti strategici con gli Stati Uniti.

## Aspetti controversi
Come la maggior parte dei principali partiti, nel corso della sua storia il PNL fece fronte alle problematiche proprie del sistema politico romeno in materia di corruzione e di costante passaggio di parlamentari ad altri partiti sulla base di interessi personali (traseism politic). Per provare a limitare gli effetti della corruzione, il partito nel 2015 inserì nello statuto una clausola che costringeva i membri della dirigenza alla perdita della loro funzione in caso di sottoposizione a misura di custodia cautelare o condanna in prima istanza, o all'espulsione dal partito nel caso di condanne definitive per reati penali. Nel 2016, venuto meno alle disposizioni del codice etico del PNL in seguito all'avvio di un'inchiesta penale nei suoi confronti, persino il presidente del partito Vasile Blaga prese la decisione di dimettersi dall'incarico.
Di seguito una lista di rappresentanti istituzionali facenti capo al PNL (presidenti della repubblica, primi ministri, ministri, parlamentari, presidenti di consiglio di distretto, sindaci di capoluoghi di distretto, prefetti) indagati a vario titolo per fatti costituenti reato. In grassetto i condannati in via definitiva:
- Vasile Blaga[97]
- Decebal Traian Remeș[184]
- Ludovic Orban[185]
- Relu Fenechiu[186]
- Sorin Frunzăverde[187]
- Sorin Pantiș[188]
- Corneliu Dobrițoiu[189]
- Ovidiu Silaghi[190]
- Bogdan Olteanu[191][192]
- Mircea Diaconu[193]
- Paul Păcuraru[194]
- Cezar Măgureanu[195]
- Doina Tudor[196]
- Andrei Volosevici[197]
- Dan Rușanu[198]
- Marian Petrache[199]
- Sorin Roșca Stănescu[200]
- Tudor Chiuariu[201][202]
- Adriean Videanu[203][204]
- Varujan Vosganian[204][205]
- Andrei Chiliman[206]
- Dan Motreanu[207][208]
- Mihai Voicu[209]
- Dumitru-Dian Popescu[210]
- Aristotel Căncescu[211]
- Iosif Secășan[212]
- Dan Ilie Morega[213]
- Neculai Rebenciuc[214]
- Virgil Pop[215]
- Dumitru-Verginel Gireadă[216]
- George Becali[217]
- Georghe Costin[218]
- Grigore Crăciunescu[219]
- Hubert Petru Ștefan Thuma[220]
- Ioan Oltean[221]
- Theodor-Cătălin Nicolescu[222]
- Dorinel Ursărescu[223]
- Mircea Roșca[224]
- Florin Țurcanu[225]
- Dănuț Culețu[226]
- Gheorghe Falcă[227]
- Romeo Stavarache[228]
- Cristian Anghel[229]
- Emilian Frâncu[230]
- Florentin Pandele[231]
- Cristian Poteraș[232]
- Horea Uioreanu[233]
- Mircea Moloț[234]

## Scissioni
- 1990 – Partito Nazionale Liberale-Ala Giovanile (Partidul Național Liberal-Aripa Tânără, PNL-AT) di Dinu Patriciu
- 1992 – Partito Nazionale Liberale-Convenzione Democratica (Partidul Național Liberal-Convenția Democratică, PNL-CD)
- 1995 – Partito Nazionale Liberale-Câmpeanu (Partidul Național Liberal-Câmpeanu, PNL-C) di Radu Câmpeanu
- 2007 – Partito Liberale Democratico (Partidul Liberal Democratic, PLD) di Theodor Stolojan
- 2014 – Partito Liberale Riformatore (Partidul Liberal Reformator, PLR) di Călin Popescu Tăriceanu
- 2021 – Forza della Destra (Forța Dreptei, FD) di Ludovic Orban

## Fusioni
- 1990 – Partito Socialista Liberale (Partidul Socialist Liberal, PSL) di Niculae Cerveni
- 1992 – Partito Contadino Progressista (Partidul Țărănist Progresist, PȚP)
- 1993 – Nuovo Partito Liberale (Noul Partid Liberal, NPL)
- 1998 – Partito Liberale (Partidul Liberal, PL)
- 1998 – Partito Alleanza Civica (Partidul Alianța Civică, PAC) di Nicolae Mănolescu
- 2002 – Alleanza per la Romania (Alianța pentru România, ApR) di Teodor Meleșcanu
- 2003 – Unione delle Forze di Destra (Uniunea Forțelor de Dreapta, UFD)
- 2003 – Partito Nazionale Liberale-Câmpeanu (Partidul Național Liberal-Câmpeanu, PNL-C) di Radu Câmpeanu
- 2008 – Azione Popolare (Partidul Acțiunea Populară, PAP) di Emil Constantinescu
- 2014 – Partito Democratico Liberale (Partidul Democrat-Liberal, PD-L) di Vasile Blaga
- 2015 – Partito Popolare (Partidul Popular, PP)
- 2022 – Alleanza dei Liberali e dei Democratici (Alianța Liberalilor și Democraților, ALDE)
- 2025 — Alleanza Elettorale România Înainte (Alianța Electorală România Înainte, A.Ro)

## Struttura
Nel corso degli anni lo statuto fu più volte sottoposto a revisione, con l'effetto di rimuovere o introdurre determinate figure come, ad esempio, quella del primo vicepresidente (posizione non esistente tra il 1993 e il 1997). Di seguito gli organi e le funzioni principali del partito previsti dallo statuto:

### Congresso
Il congresso (Congresul, CON) è l'organo di potere principale, composto dai delegati eletti dalle organizzazioni di distretto e dai delegati di diritto (membri in carica del consiglio nazionale, della commissione nazionale per lo statuto e il regolamento, della commissione nazionale di revisione e sorveglianza e della corte di arbitraggio) e si riunisce ogni quattro anni o in casi straordinari, su convocazione del consiglio nazionale.
Stabilisce la linea politica generale del partito, vota le mozioni programmatiche, elegge il presidente del partito e i presidenti della corte di arbitraggio e della commissione nazionale di revisione e sorveglianza, adotta e approva le modifiche allo statuto e il programma politico.

### Consiglio nazionale
Il consiglio nazionale (Consiliul Național, CN) è l'organo direzionale, politico e organizzativo che coordina le attività del partito tra due congressi e si riunisce ogni sei mesi, oppure in casi straordinari. È composto dai membri dell'ufficio politico nazionale, dai ministri in funzione, dai parlamentari nazionali ed europei, dai presidenti, vicepresidenti o leader dei gruppi consiliari dei consigli di distretto, dal sindaco di Bucarest, dai sindaci di settore di Bucarest, dai presidenti delle organizzazioni di distretto, dal presidente del senato del PNL, da 35 promotori di mozioni sottoposte al congresso, dai membri scelti a livello locale da ogni collegio direttore di distretto (Colegiul Director Județean).
Adotta le misure per la realizzazione del programma politico votato dal congresso, elegge il candidato alla funzione di primo ministro, i primi vicepresidenti, i vicepresidenti, i membri dell'ufficio esecutivo, della corte di arbitraggio e della commissione nazionale di revisione e sorveglianza e il segretario generale, su proposta del presidente del partito. Approva le proposte di ufficio esecutivo e ufficio politico nazionale sulle strategie elettorali nazionali, prende decisioni e adotta sanzioni basandosi sulle informative di corte di arbitraggio, commissione nazionale di revisione e sorveglianza e commissione nazionale sullo statuto e i regolamenti, convoca il congresso, approva alleanze politiche ed elettorali con altre formazioni.

### Ufficio politico nazionale
L'ufficio politico nazionale (Biroul Politic Național, BPN) è l'organo decisionale tra le sedute del consiglio nazionale e si riunisce mensilmente o in casi straordinari. È composto dai membri dell'ufficio esecutivo, dai presidenti delle organizzazioni distrettuali, dal presidente della lega degli eletti a livello locale e dal tesoriere. Alle sedute dell'ufficio politico nazionale partecipano con diritto di voto i capigruppo parlamentari al parlamento nazionale ed europeo, i presidenti nazionali delle organizzazioni interne, il primo ministro, gli ex presidenti del partito.
Approva le politiche del partito e il coordinamento dei programmi settoriali, stabilisce le strategie di governo, decide il ritiro dal governo dei membri, propone la creazione di alleanze politiche al consiglio nazionale, stabilisce i candidati alla funzione di presidente della camera e del senato, propone al consiglio nazionale il candidato a primo ministro, elegge i candidati alla funzione di ministro, convalida i candidati alle elezioni nazionali ed europee e i candidati alla funzione di sindaco delle città capoluogo di distretto, di Bucarest e dei settori di Bucarest proposti dei consigli di coordinamento distrettuale. Organizza, coordina e valuta l'attività delle filiali locali.

### Ufficio esecutivo
L'ufficio esecutivo (Biroul Executiv, BEx) è l'organo decisionale permanente che coordina le attività del partito tra due sedute dell'ufficio politico nazionale. È composto dal presidente del partito, dai quattro primi vicepresidenti, dal segretario generale, da 16 vicepresidenti (otto per campi settoriali, otto per ognuna delle regioni di sviluppo), da 16 membri con rango di vicepresidenti politici, dagli ex presidenti del partito.
Organizza e coordina l'intera attività interna e internazionale del partito, adotta e mette in pratica le misure stabilite dagli organi direzionali del partito, definisce la linea politica concreta e le priorità del partito, coordina i programmi politici settoriali e li propone per analisi all'ufficio politico nazionale o al consiglio nazionale. Ratifica i capigruppo al parlamento nazionale ed europeo, ratifica le candidature a presidente della camera o del senato, stabilisce la politica da tenere nei confronti delle autorità statali, organizza i rapporti con gli altri partiti ed istituzioni, con l'approvazione dell'ufficio politico nazionale avvia trattative per stipulare alleanze politiche ed elettorali, concepisce e sottopone al consiglio nazionale l'organizzazione delle campagne elettorali, propone all'ufficio politico nazionale il candidato a primo ministro, su proposta del presidente approva e revoca il portavoce del partito, elegge il tesoriere

### Presidente
Il presidente (Președintele) è il garante della messa in atto del programma politico, del rispetto e dell'applicazione dello statuto e della conservazione dell'identità, dell'unità e del prestigio del partito. Il presidente rappresenta i valori ideologici del PNL e ne è il leader dottrinario e l'immagine.

### Primi vicepresidenti
I primi vicepresidenti (Prim-vicepreședinții) sono responsabili e coordinano il proprio dominio di pertinenza in base ad un campo settoriale (strategia politica, comunicazione, imprenditoria e società civile, relazioni internazionali).

### Segretario generale
Il segretario generale (Secretarul general) coordina l'attività di organizzazione ed è responsabile per la messa in atto delle decisioni del consiglio nazionale, dell'ufficio politico nazionale e dell'ufficio esecutivo

### Commissione nazionale per lo statuto e i regolamenti
La commissione nazionale per lo statuto e il regolamento (Comisia Națională pentru Statut și Regulamente, CNSR) è composta da un presidente e otto membri eletti dall'ufficio politico nazionale su proposta del presidente del partito. Elabora regolamenti interni e verifica la concordanza tra lo statuto e tutti i documenti prodotti dal partito.

### Commissione nazionale di revisione e sorveglianza
La commissione nazionale di revisione e sorveglianza (Comisia Națională de Revizie și Cenzori, CNRC) è l'organo di verifica dell'intera attività finanziaria del partito. È composta da un presidente eletto dal congresso e da sei membri eletti dal consiglio nazionale.

### Corte di arbitraggio
La corte di arbitraggio (Curtea de Arbitraj, CA) è composta da un presidente eletto dal congresso e da 24 membri nominati dal consiglio nazionale. È l'istanza suprema incaricata di sorvegliare sul rispetto dello statuto e del codice etico e di risolvere le dispute.

### Strutture interne
Lo statuto, inoltre, prevede le seguenti strutture interne in base alla categoria sociale o professionale:
- Organizzazione giovanile (Tineretul Național Liberal, TNL)
- Associazioni studentesche (Cluburile Studențești Liberale, CSL)
- Organizzazione femminile (Organizația Femeilor Liberale, OFL)
- Organizzazione dei pensionati e della terza età (Organizația Pensionarilor și Vârstei a Treia a PNL, OPV3)
- Organizzazione degli imprenditori (Organizația Oamenilor de Afaceri a PNL, OOA)
- Gruppo dei parlamentari (Grupul Parlamentarilor PNL)
- Commissioni settoriali (Comisiile de Specialitate)
- Senato del partito (Senatul partidului)
- Commissione nazionale per le politiche pubbliche (Comisia Națională pentru Politici Publice, CNPP)
- Lega degli eletti a livello locale (Liga Aleșilor Locali, LAL)

## Gruppo dirigente

### Presidenti
| Presidente                   | Periodo                              |
| ---------------------------- | ------------------------------------ |
| Radu Câmpeanu                | 15 gennaio 1990 - 28 febbraio 1993   |
| Mircea Ionescu-Quintus       | 28 febbraio 1993 - 18 febbraio 2001  |
| Valeriu Stoica               | 18 febbraio 2001 - 24 agosto 2002    |
| Theodor Stolojan             | 24 agosto 2002 - 2 ottobre 2004      |
| Călin Popescu Tăriceanu      | 2 ottobre 2004 - 20 marzo 2009       |
| Crin Antonescu               | 20 marzo 2009 - 2 giugno 2014        |
| Klaus Iohannis               | 2 giugno 2014 - 18 dicembre 2014     |
| Vasile Blaga (copresidente)  | 18 dicembre 2014 - 28 settembre 2016 |
| Alina Gorghiu (copresidente) | 18 dicembre 2014 - 12 dicembre 2016  |
| Raluca Turcan (ad interim)   | 13 dicembre 2016 - 17 giugno 2017    |
| Ludovic Orban                | 17 giugno 2017 - 25 settembre 2021   |
| Florin Cîțu                  | 25 settembre 2021 - 2 aprile 2022    |
| Gheorghe Flutur (ad interim) | 3 aprile 2022 - 10 aprile 2022       |
| Nicolae Ciucă                | 10 aprile 2022 - 25 novembre 2024    |
| Ilie Bolojan (ad interim)    | 25 novembre 2024 - 12 febbraio 2025  |
| Cătălin Predoiu (ad interim) | 12 febbraio 2025 - 26 maggio 2025    |
| Ilie Bolojan (ad interim)    | 25 novembre 2024 - in carica         |

### Presidente onorario
| Presidente onorario    | Periodo                              |
| ---------------------- | ------------------------------------ |
| Mircea Ionescu-Quintus | 18 febbraio 2001 - 15 settembre 2017 |

### Presidenti dei gruppi parlamentari

#### Camera dei deputati
| Legisl. | Capogruppo              | Periodo                         |
| ------- | ----------------------- | ------------------------------- |
| III     | Crin Antonescu          | Novembre 1996 - Settembre 1997  |
| III     | Titu Nicolae Gheorghiof | Settembre 1997 - Settembre 1999 |
| III     | Mihai-Sorin Stănescu    | Settembre 1999 - Febbraio 2000  |
| III     | Puiu Hașotti            | Febbraio 2000 - Novembre 2000   |
| IV      | Valeriu Stoica          | Novembre 2000 - Settembre 2002  |
| IV      | Crin Antonescu          | Settembre 2002 - Novembre 2004  |
| V       | Călin Popescu Tăriceanu | Dicembre 2004                   |
| V       | Eugen Nicolăescu        | Dicembre 2004 - Settembre 2005  |
| V       | Crin Antonescu          | Settembre 2005 - Dicembre 2008  |
| VI      | Călin Popescu Tăriceanu | Dicembre 2008 - Dicembre 2012   |
| VII     | Dan Rușanu              | Dicembre 2012 - Maggio 2013     |
| VII     | Andrei Gerea            | Maggio 2013 - Ottobre 2013      |
| VII     | George Scutaru          | Ottobre 2013 - Dicembre 2014    |
| VII     | Ludovic Orban           | Dicembre 2014 - Settembre 2015  |
| VII     | Eugen Nicolăescu        | Settembre 2015 - Dicembre 2016  |
| VIII    | Raluca Turcan           | Dicembre 2016 - Novembre 2019   |
| VIII    | Daniel Fenechiu         | Novembre 2019 - Dicembre 2020   |
| IX      | Gabriel Andronache      | Dicembre 2020 - Dicembre 2024   |
| X       | Gabriel Andronache      | Dicembre 2024 - in carica       |

#### Senato
| Legisl. | Capogruppo           | Periodo                        |
| ------- | -------------------- | ------------------------------ |
| III     | Paul Păcuraru        | Novembre 1996 - Novembre 2000  |
| IV      | Norica Nicolai       | Novembre 2000 - Settembre 2003 |
| IV      | Nicolae-Vlad Popa    | Settembre 2003 - Novembre 2004 |
| V       | Gheorghe Flutur      | Novembre 2004 - Febbraio 2005  |
| V       | Puiu Hașotti         | Febbraio 2005 - Aprile 2007    |
| V       | Puiu Hașotti         | Aprile 2007 - Dicembre 2008    |
| VI      | Puiu Hașotti         | Dicembre 2008 - Luglio 2012    |
| VI      | Mario-Ovidiu Oprea   | Luglio 2012 - Dicembre 2012    |
| VII     | Puiu Hașotti         | Dicembre 2012 - Febbraio 2015  |
| VII     | Ion Popa             | Febbraio 2015 - Dicembre 2016  |
| VIII    | Mario-Ovidiu Oprea   | Dicembre 2016 - Settembre 2017 |
| VIII    | Iulian Dumitrescu    | Settembre 2017 - Novembre 2018 |
| VIII    | Florin Cîțu          | Novembre 2018 - Novembre 2019  |
| VIII    | Florin-Claudiu Roman | Novembre 2019 - Dicembre 2020  |
| IX      | Virgil Guran         | Dicembre 2020 - Settembre 2021 |
| IX      | Daniel Fenechiu      | Settembre 2021 - Dicembre 2024 |
| X       | Daniel Fenechiu      | Dicembre 2024 - in carica      |

## Nelle istituzioni

### Presidenti della Repubblica
- Crin Antonescu (2012, ad interim)
- Klaus Iohannis (2014–2025)
- Ilie Bolojan (2025, ad interim)

### Primi ministri
- Călin Popescu Tăriceanu (2004–2008)
- Ludovic Orban (2019–2020)
- Nicolae Ciucă (2020, ad interim)
- Florin Cîțu (2020–2021)
- Nicolae Ciucă (2021–2023)
- Cătălin Predoiu (2012; 2023; 2025, ad interim)
- Ilie Bolojan (2025-)

### Presidenti del Senato
- Mircea Ionescu-Quintus (2000)
- Crin Antonescu (2012–2014)
- Florin Cîțu (2021–2022)
- Alina Gorghiu (2022–2023, ad interim)
- Nicolae Ciucă (2023–2024)
- Ilie Bolojan (2024–2025)
- Mircea Abrudean (dal 2025, ad interim, poi titolare)

### Presidenti della Camera
- Bogdan Olteanu (2006–2008)
- Ludovic Orban (2020–2021)
- Florin Claudiu Roman (2021, ad interim)

### Governi
- Governo Stolojan (1991–1992)
- Governo Ciorbea (1996–1998)
- Governo Vasile (1998–1999)
- Governo Isărescu (1999–2000)
- Governo Tăriceanu I (2004–2007)
- Governo Tăriceanu II (2007–2008)
- Governo Ponta I (2012)
- Governo Ponta II (2012–2014)
- Governo Orban I (2019–2020)
- Governo Orban II (2020)
- Governo Cîțu (2020–2021)
- Governo Ciucă (2021–2023)
- Governo Ciolacu I (2023–2024)
- Governo Ciolacu II (2024-2025)
- Governo Bolojan (dal 2025)

### Collocazione parlamentare
- Opposizione (1990–1991)

Governo Roman II, Governo Roman III
- Maggioranza (1991–1992)

Governo Stolojan
- Opposizione extraparlamentare (1992–1996)

Governo Văcăroiu
- Maggioranza (1996–2000)

Governo Ciorbea, Governo Vasile, Governo Isărescu
- Opposizione (2000–2004)

Governo Năstase
- Maggioranza (2004–2008)

Governo Tăriceanu I, Governo Tăriceanu II
- Opposizione (2008–2012)

Governo Boc I, Governo Boc II, Governo Ungureanu
- Maggioranza (2012–2014)

Governo Ponta I, Governo Ponta II
- Opposizione (2014–2019)

Governo Ponta III, Governo Ponta IV, Governo Cioloș, Governo Grindeanu, Governo Tudose, Governo Dăncilă
- Maggioranza (2019–)

Governo Orban I, Governo Orban II, Governo Cîțu, Governo Ciucă, Governo Ciolacu I, Governo Ciolacu II, Governo Bolojan

## Congressi
- 31 marzo-1 aprile 1990
- 25-26 febbraio 1993
- 5-6 febbraio 1994
- 16-17 maggio 1997
- 28 marzo 1998
- 18 agosto 2000
- 17-18 febbraio 2001
- 19 gennaio 2002
- 24-25 agosto 2002
- 19 aprile 2003
- 27-28 settembre 2003
- 4-5 febbraio 2005
- 12-13 gennaio 2007
- 18 aprile 2008
- 20-21 marzo 2009
- 5-7 marzo 2010
- 7 aprile 2012
- 22-23 febbraio 2013
- 27-28 giugno 2014
- 26 luglio 2014
- 17 giugno 2017
- 25-26 settembre 2021
- 10 aprile 2022

## Simboli
(Protocollo di fusione tra PNL e PD-L)
Nel 1990 il partito adottò come simbolo la freccia, elemento grafico già proprio del Partito Nazionale Liberale storico, che lo utilizzò per la prima volta in occasione delle elezioni del 1932. Lo statuto prevedeva come colori ufficiali il bianco, il giallo (tipico dei liberali) e il blu (dei conservatori).
Nel 2014, dopo la fusione con il Partito Democratico Liberale, il PNL aggiunse al simbolo dodici stelle, caratteristica che sottolineava l'inclinazione europeista della formazione politica.

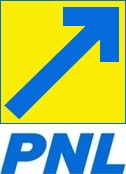
Logo utilizzato dal 1993 al 2012
Logo utilizzato dal 2012 al 2014
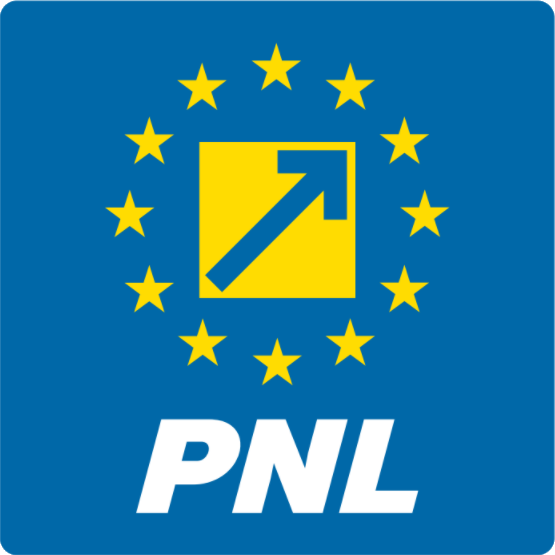
Logo utilizzato dal 2014

## Risultati elettorali
| Elezione          | Elezione     | Voti      | %     | Seggi     |
| ----------------- | ------------ | --------- | ----- | --------- |
| Parlamentari 1990 | Camera       | 879.290   | 6,41  | 29 / 396  |
| Parlamentari 1990 | Senato       | 985.094   | 7,06  | 10 / 119  |
| Parlamentari 1992 | Camera       | 286.467   | 2,63  | 0 / 341   |
| Parlamentari 1992 | Senato       | 292.584   | 2,67  | 0 / 143   |
| Parlamentari 1996 | Camera       | 3.692.321 | 30,16 | 25 / 343  |
| Parlamentari 1996 | Senato       | 3.772.084 | 30,70 | 16 / 143  |
| Parlamentari 2000 | Camera       | 747.263   | 6,89  | 30 / 345  |
| Parlamentari 2000 | Senato       | 814.381   | 7,48  | 13 / 140  |
| Parlamentari 2004 | Camera       | 3.191.546 | 31,50 | 64 / 332  |
| Parlamentari 2004 | Senato       | 3.250.663 | 31,80 | 28 / 137  |
| Europee 2007      | Europee 2007 | 688.859   | 13,44 | 6 / 35    |
| Parlamentari 2008 | Camera       | 1.279.063 | 18,57 | 65 / 334  |
| Parlamentari 2008 | Senato       | 1.291.029 | 18,74 | 28 / 137  |
| Europee 2009      | Europee 2009 | 702.974   | 14,52 | 5 / 33    |
| Parlamentari 2012 | Camera       | 4.327.475 | 58,61 | 100 / 412 |
| Parlamentari 2012 | Senato       | 4.439.884 | 60,07 | 50 / 176  |
| Europee 2014      | Europee 2014 | 835.531   | 15,00 | 6 / 32    |
| Parlamentari 2016 | Camera       | 1.412.377 | 20,04 | 69 / 329  |
| Parlamentari 2016 | Senato       | 1.440.193 | 20,42 | 30 / 136  |
| Europee 2019      | Europee 2019 | 2.449.068 | 27,00 | 10 / 32   |
| Parlamentari 2020 | Camera       | 1.486.402 | 25,18 | 93 / 329  |
| Parlamentari 2020 | Senato       | 1.511.227 | 25,58 | 41 / 136  |
| Europee 2024      | Europee 2024 | 4.341.686 | 48,55 | 8 / 33    |
| Parlamentari 2024 | Camera       | 1.219.810 | 13,20 | 49 / 331  |
| Parlamentari 2024 | Senato       | 1.322.468 | 14,28 | 22 / 134  |
| 1. 2. 3. 4.       |              |           |       |           |

| Elezione                       | Elezione | Candidato           | Voti      | %     | Esito                |
| ------------------------------ | -------- | ------------------- | --------- | ----- | -------------------- |
| Presidenziali 1990             | I turno  | Radu Câmpeanu       | 1.529.188 | 10,64 | ❌ Non eletta/o (2º) |
| Presidenziali 1996             | I turno  | Emil Constantinescu | 3.569.941 | 28,22 | ✔️ Eletta/o          |
| Presidenziali 1996             | II turno | Emil Constantinescu | 7.057.906 | 54,41 | ✔️ Eletta/o          |
| Presidenziali 2000             | I turno  | Theodor Stolojan    | 1.321.420 | 11,78 | ❌ Non eletta/o (3º) |
| Presidenziali 2004             | I turno  | Traian Băsescu      | 3.545.236 | 33,92 | ✔️ Eletta/o          |
| Presidenziali 2004             | II turno | Traian Băsescu      | 5.126.794 | 51,23 | ✔️ Eletta/o          |
| Presidenziali 2009             | I turno  | Crin Antonescu      | 1.945.831 | 20,02 | ❌ Non eletta/o (3º) |
| Presidenziali 2014             | I turno  | Klaus Iohannis      | 2.881.406 | 30,37 | ✔️ Eletta/o          |
| Presidenziali 2014             | II turno | Klaus Iohannis      | 6.242.825 | 54,50 | ✔️ Eletta/o          |
| Presidenziali 2019             | I turno  | Klaus Iohannis      | 3.485.292 | 37,82 | ✔️ Eletta/o          |
| Presidenziali 2019             | II turno | Klaus Iohannis      | 6.509.135 | 66,09 | ✔️ Eletta/o          |
| Presidenziali 2024 (annullate) | I turno  | Nicolae Ciucă       | 811.952   | 8,79  | ❌ Non eletta/o (5º) |
| Presidenziali 2025             | I turno  | Crin Antonescu      | 1.892.930 | 20,07 | ❌ Non eletta/o (3º) |
| 1. 2. 3.                       |          |                     |           |       |                      |